# Bazardüzü
Bazardüzü (în azeră Bazardüzü Dağı, în rusă Базардюзю, transliterat: Bazardiuziu) este un vârf montan din masivul Caucazul Mare din munții Caucaz, situat pe linia de frontieră dintre Azerbaidjan și Rusia. Având o înălțime de 4.466 m, vârful Bazardüzü reprezintă punctul de maximă altitudine din Azerbaidjan și din republica rusă Daghestan. Cel mai sudic punct al Daghestanului și prin urmare al Federației Ruse, este situat la aproximativ 7 km sud-vest de vârf.

## Etimologie
Numele vârfului este un etnotoponim, acesta fiind preluat de la numele câmpiei situată la poalele sale, în valea râului Șahnabad, care în trecut era folosită drept pășune de crescătorii de vite:120. În limba azeră, Bazardüzü înseamnă „zona pieței”, mai exact un reper specific: „întoarcere către piață/bazar”. În antichitate și în Evul Mediu, în valea Șahnabad, situată la est de vârf, aveau loc în fiecare an mari târguri multinaționale care reuneau comercianți și consumatori din estul Caucazului, printre care azeri, lezghini, rutuli, ceceni, avari, darghini, nogai, dar și georgieni, armeni, arabi, evrei, perși și indieni. Vârful Bazardüzü se înălța deasupra vârfurilor învecinate, constituind un punct de reper vizibil de departe. Drumeții știau că, atunci când vârful acoperit de zăpadă și gheață apărea în fața caravanei, trebuiau să întoarcă spre stânga, îndreptându-se spre piață (bazar). Localnicii lezghini, o minoritate etnică din Azerbaidjan și Daghestan, numesc vârful Kitxensuv sau Kicen dag (Кичӏен дагъ), care înseamnă „muntele fricii”.

## Geografie
Caucazul Mare, din care face parte vârful Bazardüzü, este lanțul montan principal al munților Caucaz. Se întinde pe aproximativ 1.200 de kilometri de la vest-nord-vest la est-sud-est, de la Peninsula Taman din Marea Neagră până la Peninsula Apșeron din Marea Caspică și din Caucazul de Vest, în vecinătatea orașului Soci, pe malul de nord-est al Mării Negre până aproape până la Baku, la Marea Caspică. Linia de separație a bazinelor hidrografice din munții Caucaz este considerată granița dintre Europa de Est și Asia de Vest. Cea mai mare parte a granițelor Rusiei cu Georgia și Azerbaidjan se întinde pe cea mai mare parte a lungimii munților Caucaz. Situat în raionul Gabala din Azerbaidjan, vârful Bazardüzü se află imediat la nord de creasta principală a munților Caucaz, granița dintre Europa și Asia, ceea ce face din Bazardüzü un vârf integral european. La aproximativ 7 kilometri sud-vest de vârf se găsește punctul cel mai sudic al Rusiei.

## Geologie
Din punct de vedere geologic, munții Caucaz aparțin centurii orogenice Alpino-Himalayană care se întinde din sud-estul Europei până în Asia și sunt considerați granița dintre cele două continente. Munții din lanțul Caucazul Mare sunt alcătuiți în principal din roci cretacice și jurasice, cu roci paleozoice și precambriene în zonele înalte. Unele formațiuni vulcanice se găsesc în întreaga zonă. Evoluția Caucazului a început de la triasicul târziu până la jurasicul târziu în timpul orogenezei cimmeriene (orogeneza munților din Asia Centrală), la marginea activă a Oceanului Tethys, în timp ce ridicarea Caucazului Mare, din care face parte vârful Bazarduzü, este datată în miocen, în perioada orogenezei alpine.
Munții Caucaz s-au format în mare parte ca rezultat al unor coliziuni tectonice, placa arabă deplasându-se spre nord în raport cu placa eurasiatică. Pe măsură ce Oceanul Tethys a fost închis și placa arabă s-a ciocnit de placa iraniană, odată cu mișcarea în sensul acelor de ceasornic a plăcii eurasiatice către placa iraniană și ciocnirea lor finală, placa iraniană a apăsat pe placa eurasiatică, iar rocile care fuseseră depuse în acest bazin din jurasic până în miocen au fost pliate, formând munții Caucazul Mare. Ca urmare a acestei activități, întreaga regiune este supusă în mod regulat unor cutremure puternice.

## Parcul Național Samur
Parcul Național Samur (în rusă Национальный парк «Самурский», transliterat: Naționalnîi park «Samurskii») este un parc național din sud-vestul Rusiei. A fost înființat la 25 decembrie 2019 pe o suprafață de 48.273 ha (482,73 km2) în republica rusă Daghestan. Parcul național Samur este împărțit în două sectoare: o secțiune de luncă inundabilă de coastă care acoperă delta râului Samur și un sector montan care include vârful Bazardüzü și cel mai sudic punct din Federația Rusă.
Sectorul montan Șalbuzdag acoperă 3.813.950 ha (38.139,5 km2) și se întinde pe versanții nordici ai Munților Caucaz care formează blocul Bazardüzü-Șalbuzdag situat pe teritoriile raioanelor Dokuzparínski (în rusă Докузпари́нский райо́н) și Ahtî́nski (în rusă Ахтынский район) din Daghestan. Vârfurile importante sunt Bazardüzü (4.466 m), Yuradag (4.116 m), Șalbuzdag (4.142 m), Ragdan (4.020 m) și Malkamud (3.880 m). Limita sudică a acestui sector se află pe linia de frontieră dintre Rusia și Azerbaidjan.
La altitudini mai înalte, sectorul Șalbuzdag nu este împădurit, dar diversitatea speciilor este în general ridicată, din cauza diferențelor mari de altitudine. Până la o altitudine de 3.000 de metri, peisajul include pajiști de stepă alpine și subalpine. Peste 3.000 de metri se găsesc doar grohotișuri, stânci golașe și ghețari. Cei mai mari ghețari, Murkar și Tihițar (în rusă Муркар и Тихицар), se găsesc pe versanții nordici ai vârfului Bazardüzü, în Daghestan.

### Floră
Peste 750 de specii de plante au fost înregistrate pe teritoriul sectorului Șalbuzdag. Aici se găsesc în principal pajiști de stepă subalpine și alpine. Zone semnificative din părțile superioare ale munților sunt ocupate de vegetație de stâncă și nu există păduri. O mare parte din suprafețele situate la altitudini de peste 3.000 de metri este formată din grohotișuri și stânci, iar caracteristica acoperirii vegetale a acestor habitate este endemismul pronunțat. Specii cum ar fi Pseudovesicaria digitata, Trigonocaryum involucratum, Pseudobetckea caucasica, Pseudovesicaria digitata, Ranunculus polyphyllus, Ranunculus caucasicus, Cerastium daghestanicum, Cerastium polymorphum, Paederotella daghestanica, Vavilovia formosa, Valeriana daghestanica, Campanula caucasica, Campanula meyeriana, Saxifraga caucasica, Sobolewskia caucasica și multe altele sunt endemice în Caucaz sau Daghestan.

Floră din Parcul Național Samur
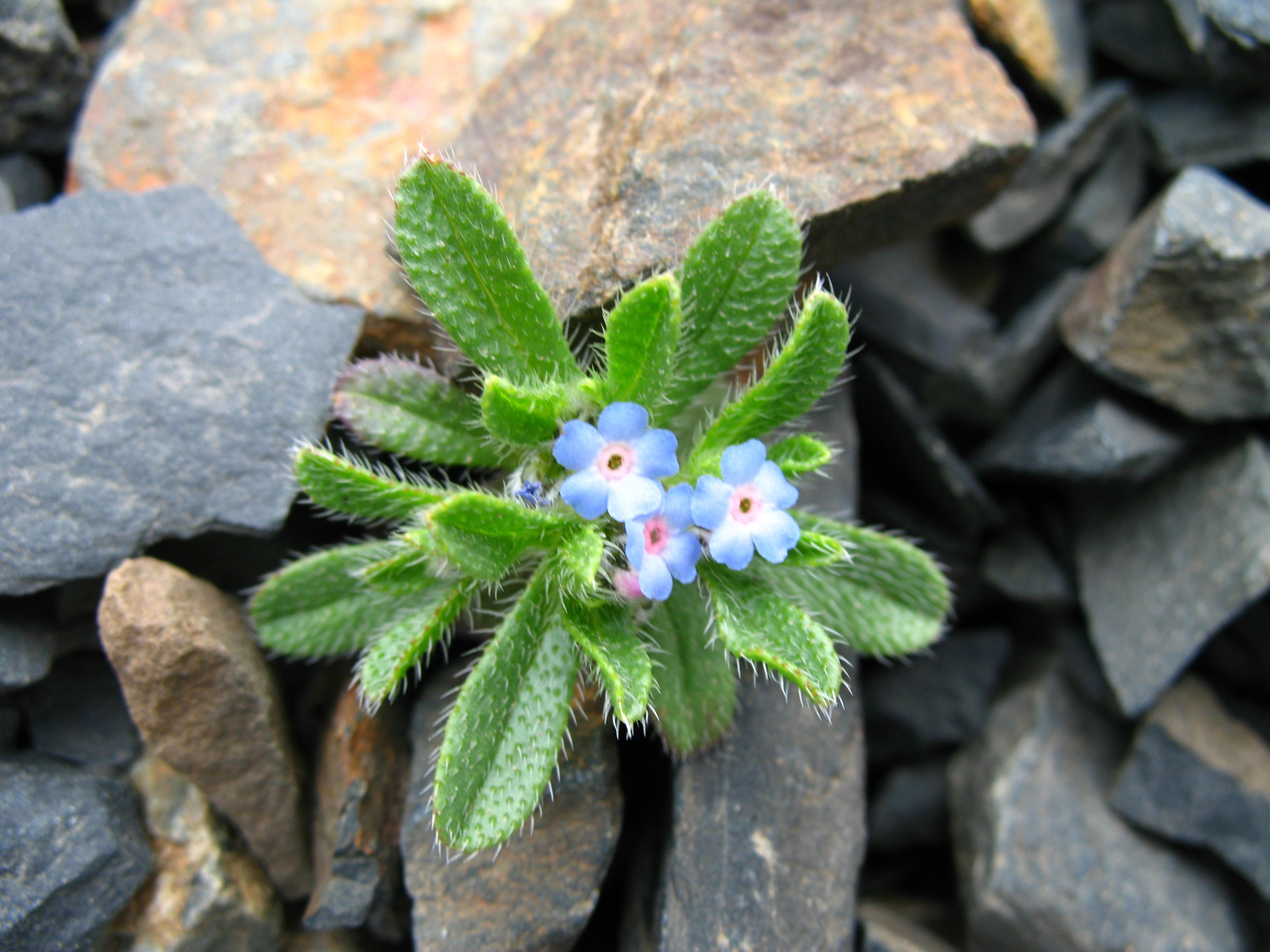
Trigonocaryum involucratum
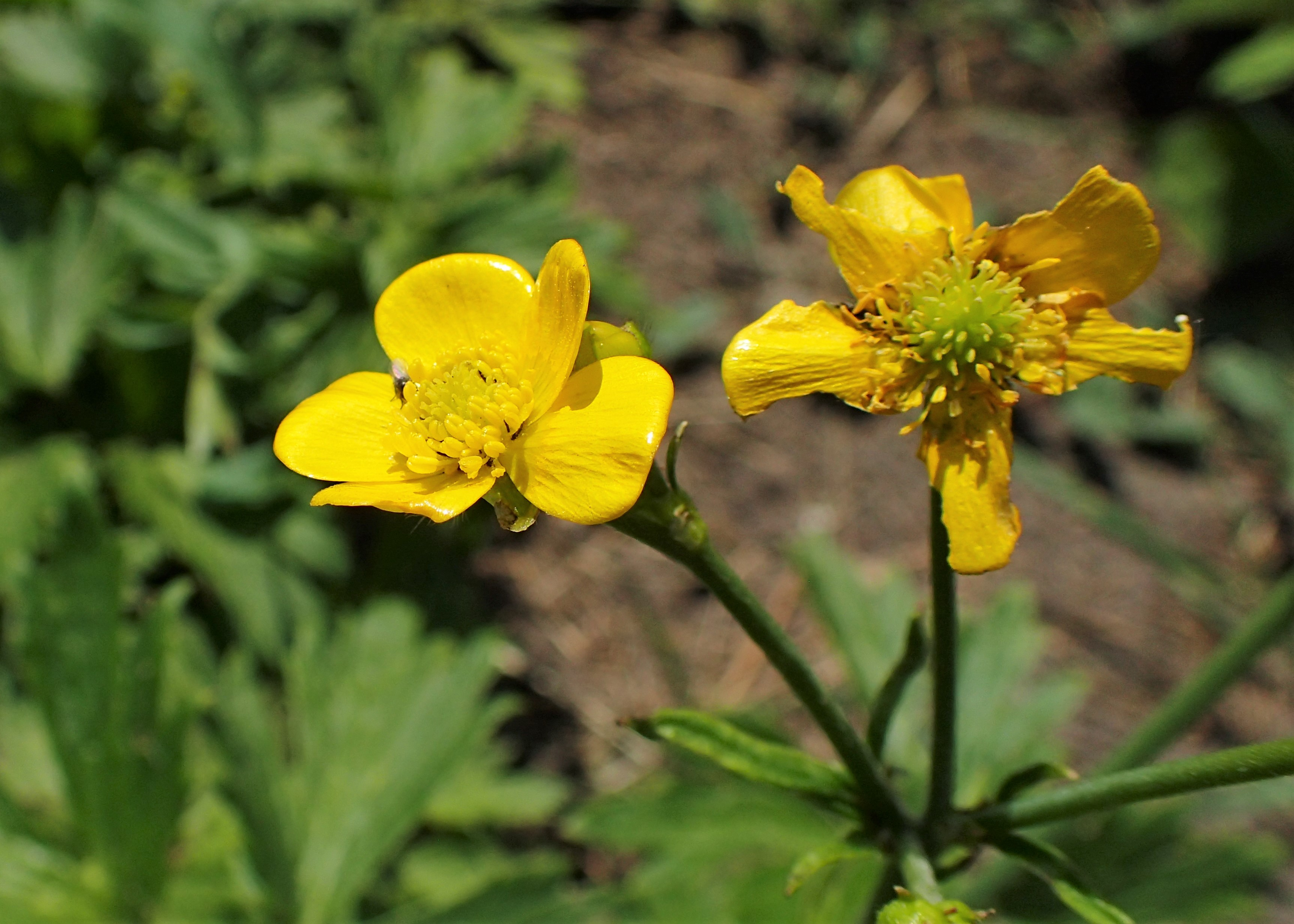
Ranunculus caucasicus
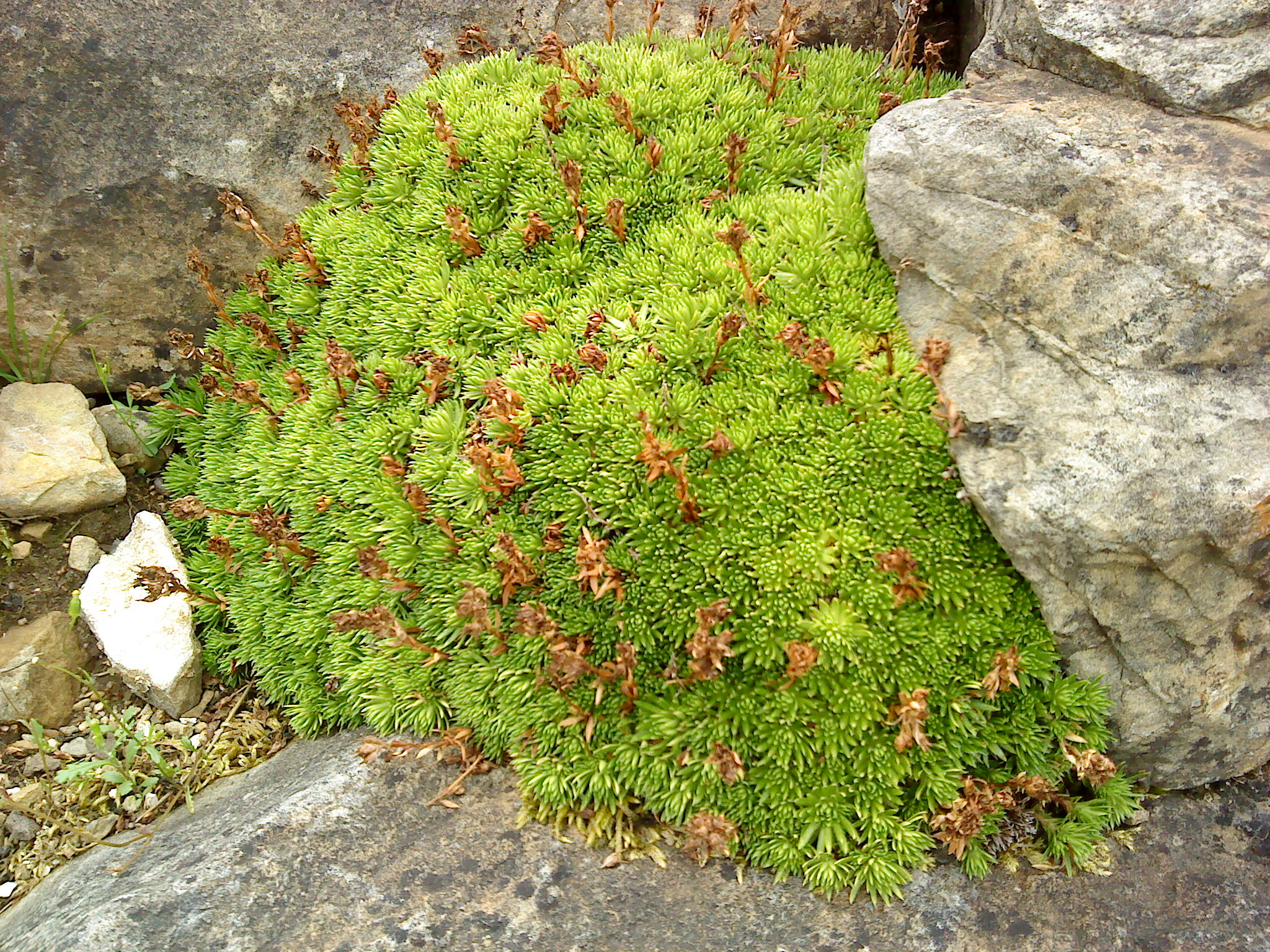
Saxifraga caucasica
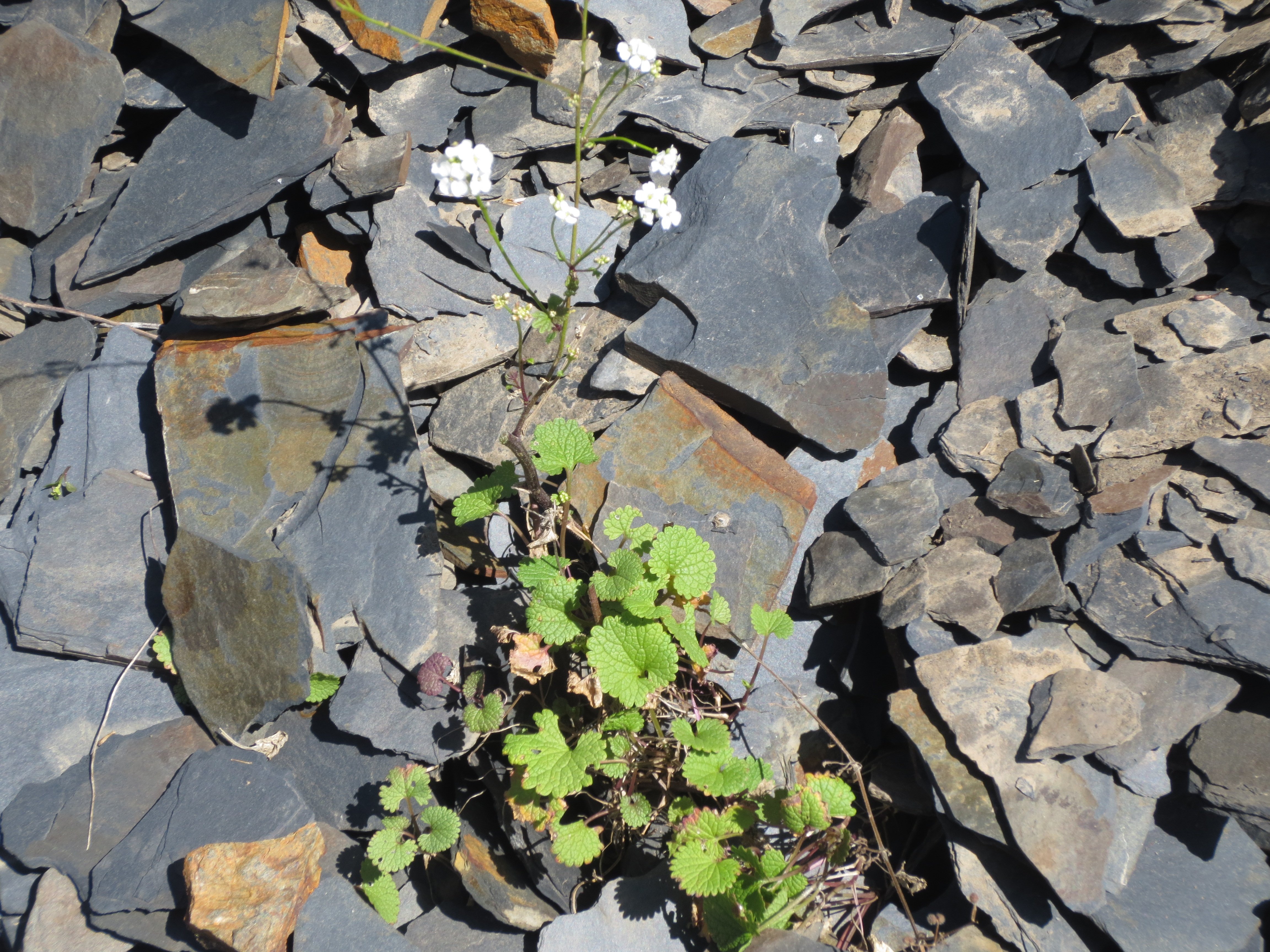
Sobolewskia caucasica
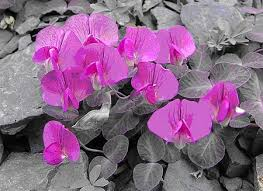
Vavilovia formosa

### Faună
Din cele 135 de specii de păsări înregistrate pe teritoriul parcului național, 99 cuibăresc. Cele mai răspândite păsări cântătoare sunt ciocârlia urecheată (Eremophila alpestris), ciocârlia de câmp (Alauda arvensis), ciocârlia de pădure (Lullula arborea), fâsa de munte (Anthus spinoletta), fâsa de pădure (Anthus trivialis), codobatura de munte (Motacilla cinerea), codobatura albă (Motacilla alba), mărăcinarul (Saxicola rubetra), mărăcinarul negru (Saxicola rubicola), pietrarul sur (Oenanthe oenanthe), pietrarul negru (Oenanthe pleschanka), sfrânciocul roșiatic (Lanius collurio), silvia de câmp (Sylvia communis), silvia mică (Sylvia curruca), codroșul de munte (Phoenicurus ochruros), codroșul de pădure (Phoenicurus phoenicurus), codroșul caucazian (Phoenicurus erythrogastrus), mierla de apă (Cinclus cinclus), pițigoiul mare (Parus major), vrabia de casă (Passer domesticus), vrabia de câmp (Passer montanus), cinghița alpină (Montifringilla nivalis), cănărașul cu frunte roșie (Serinus pusillus), mugurarul roșu (Carpodacus erythrinus), mugurarul asiatic (Carpodacus rubicilla) și presura de munte (Emberiza cia).
Printre păsările răpitoare diurne se numără șorecarul (Buteo buteo), uliul porumbar (Accipiter gentilis), uliul păsărar (Accipiter nisus), vulturul bărbos (Gypaetus barbatus), vulturul sur (Gyps fulvus), acvila de munte (Aquila chrysaetos), șoimul călător (Falco peregrinus), vânturelul roșu (Falco tinnunculus), iar printre galiforme cocoșul negru caucazian (Lyrurus mlokosiewiczi), cocoșul de zăpadă caucazian (Tetraogallus caucasicus), potârnichea (Perdix perdix), potârnichea orientală (Alectoris chukar), prepelița (Coturnix coturnix), porumbelul (Columba livia), porumbelul gulerat (Columba palumbus), drepneaua alpină (Tachymarptis melba) și drepneaua neagră (Apus apus).
- &nbsp;

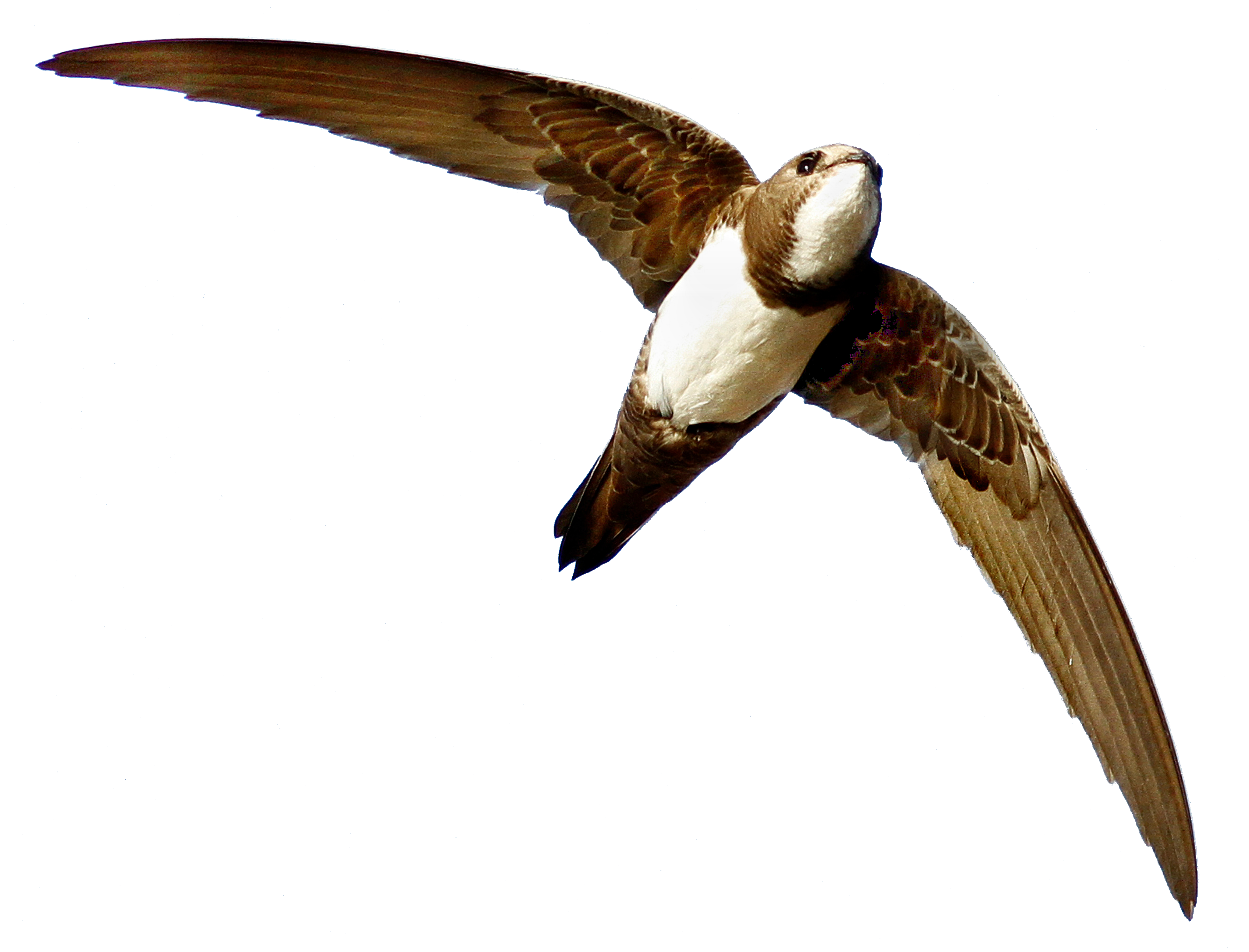
Drepnea alpină (Tachymarptis melba)
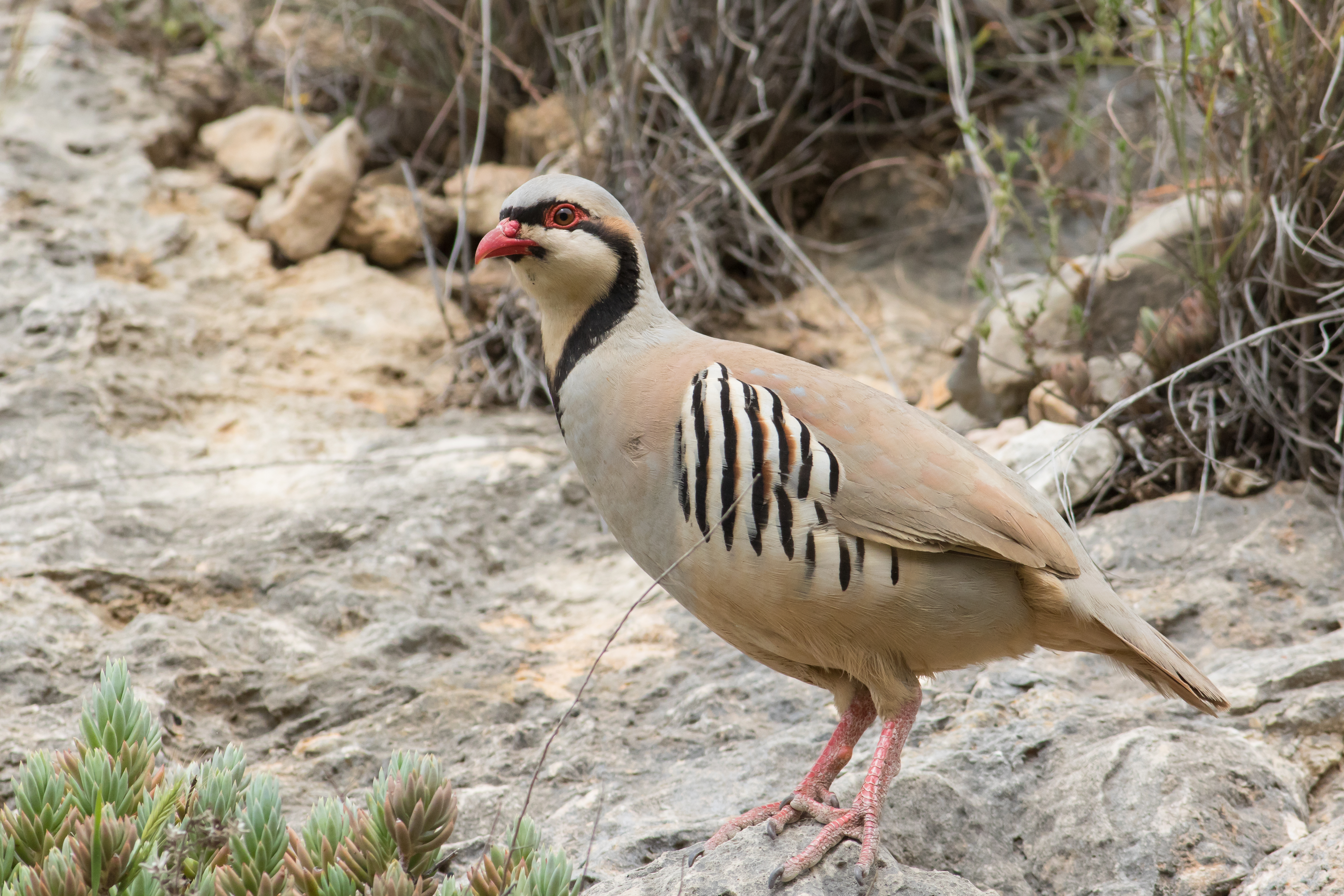
Potârniche orientală (Alectoris chukar)
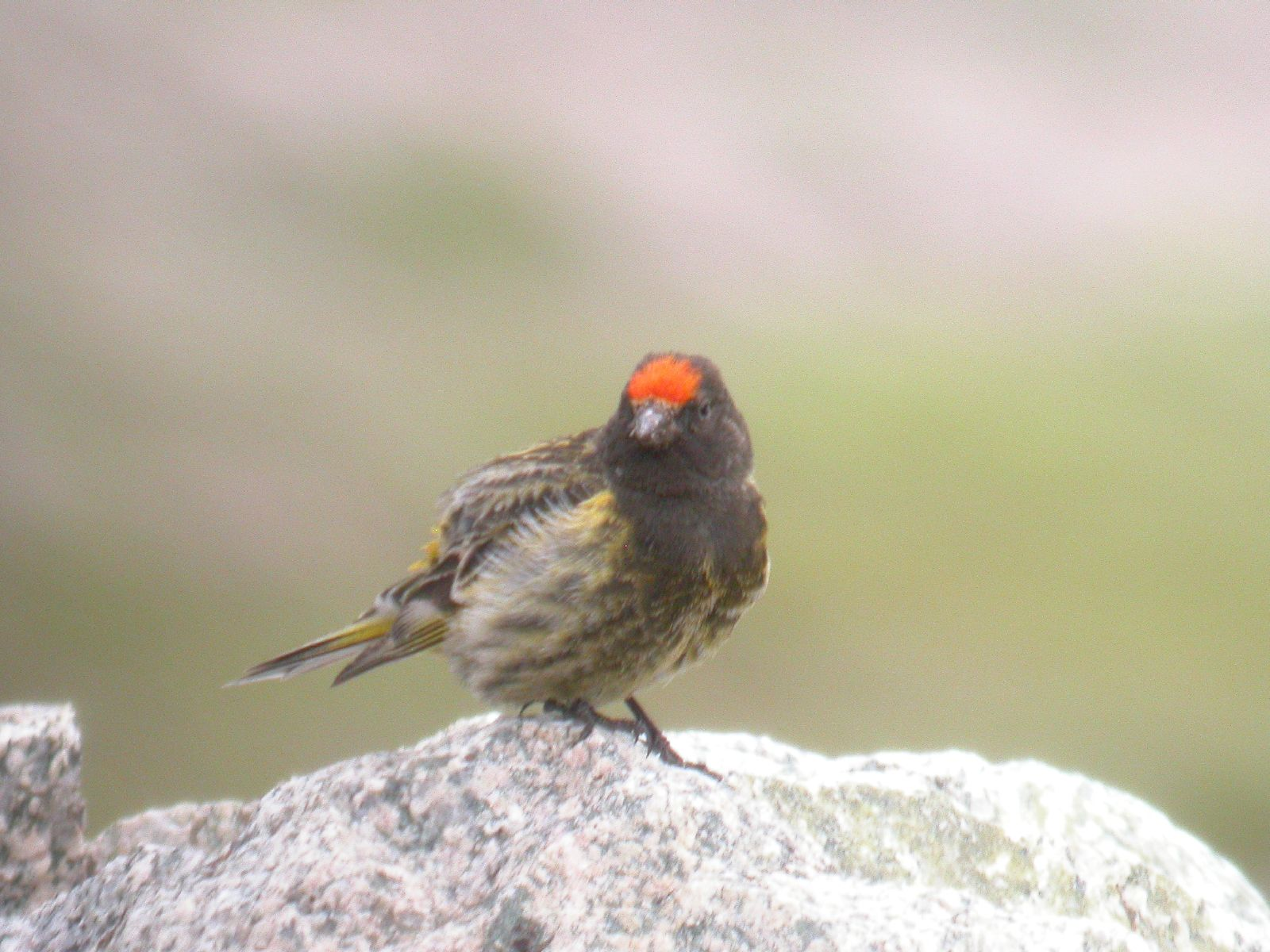
Cănăraș cu frunte roșie (Serinus pusillus)
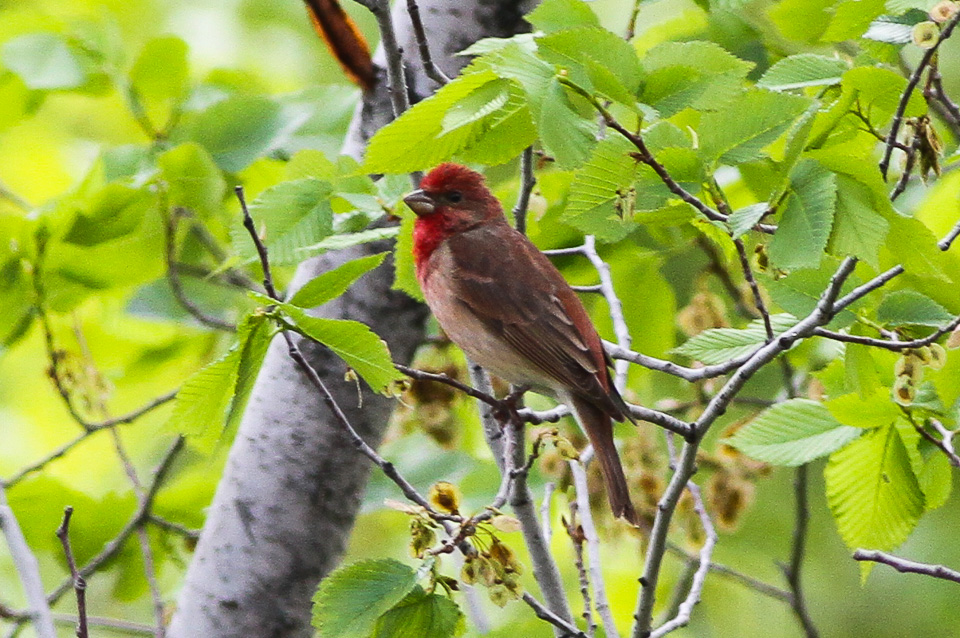
Mugurar roșu
(Carpodacus erythrinus)

Fauna de mamifere din sectorul Șalbuzdag este formată din 30 de specii. Locuitorii tipici ai zonelor montane sunt capra de Daghestan (Capra cylindricornis), jderul de piatră (Martes foina), șoarecele caucazian de câmp (Microtus majori), șoarecele de câmp (Microtus arvalis), chițcanul de apă transcaucazian (Neomys schelkovnikovi), chițcanul de grădină (Crocidura suaveolens), șoarecele social (Microtus socialis), șobolanul de apă (Arvicola amphibius), ursul brun (Ursus arctos), lupul (Canis lupus), șacalul auriu (Canis aureus), vulpea roșcată (Vulpes vulpes), iepurele de câmp (Lepus europaeus), nevăstuica (Mustela nivalis), viezurele (Meles meles), mistrețul (Sus scrofa) și căpriorul (Capreolus capreolus).

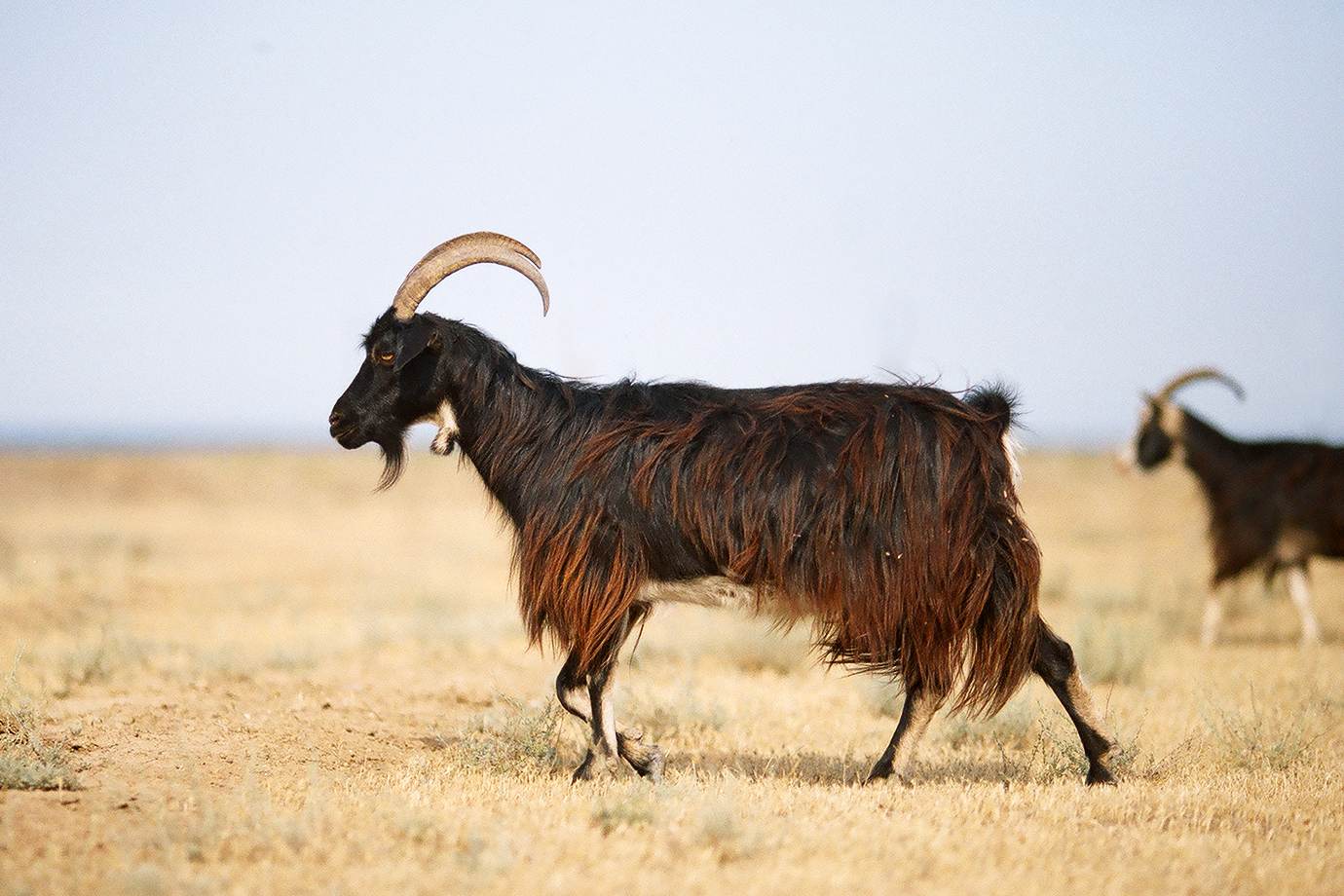
Capră de Daghestan (Capra cylindricornis)
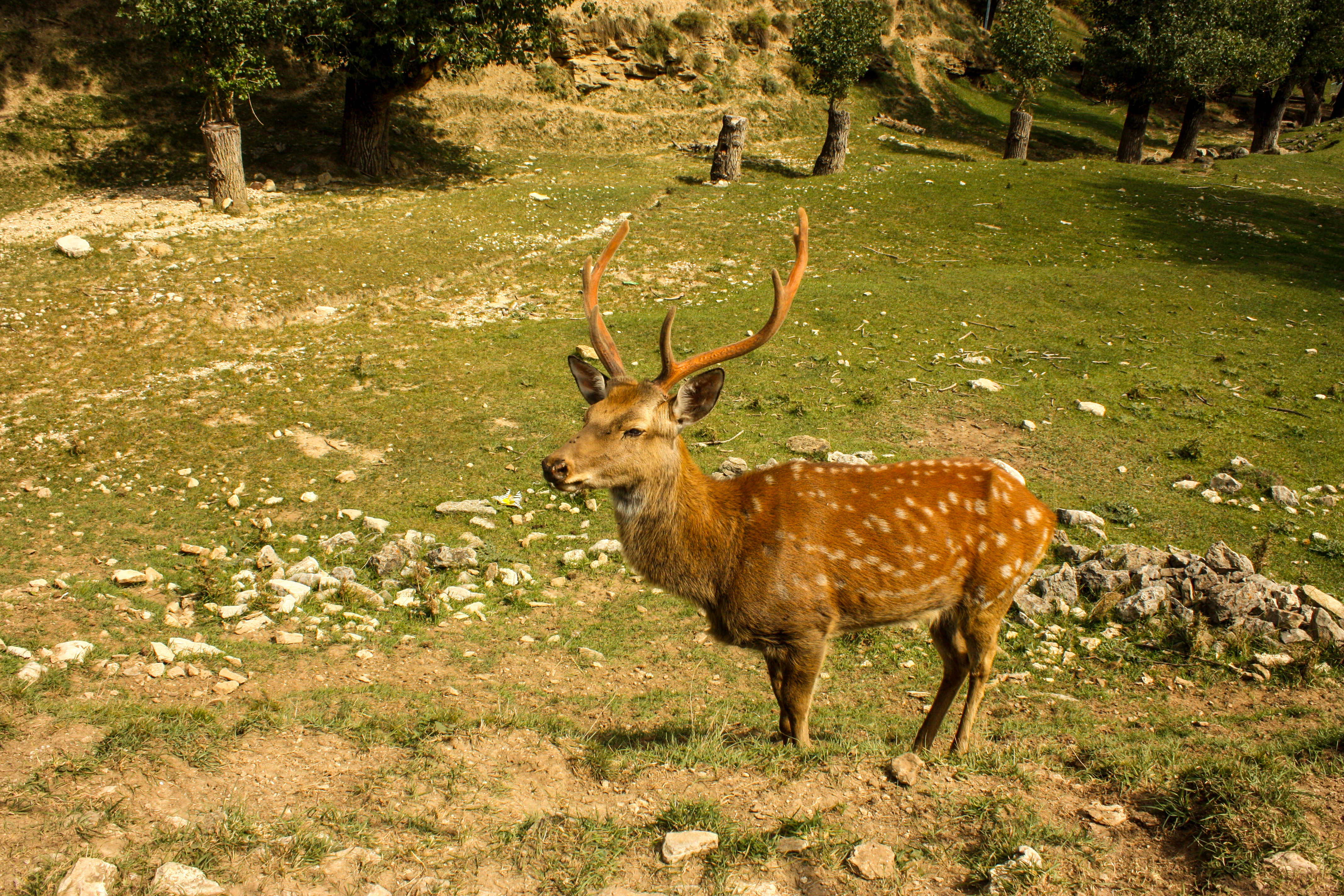
Căprior (Capreolus capreolus)
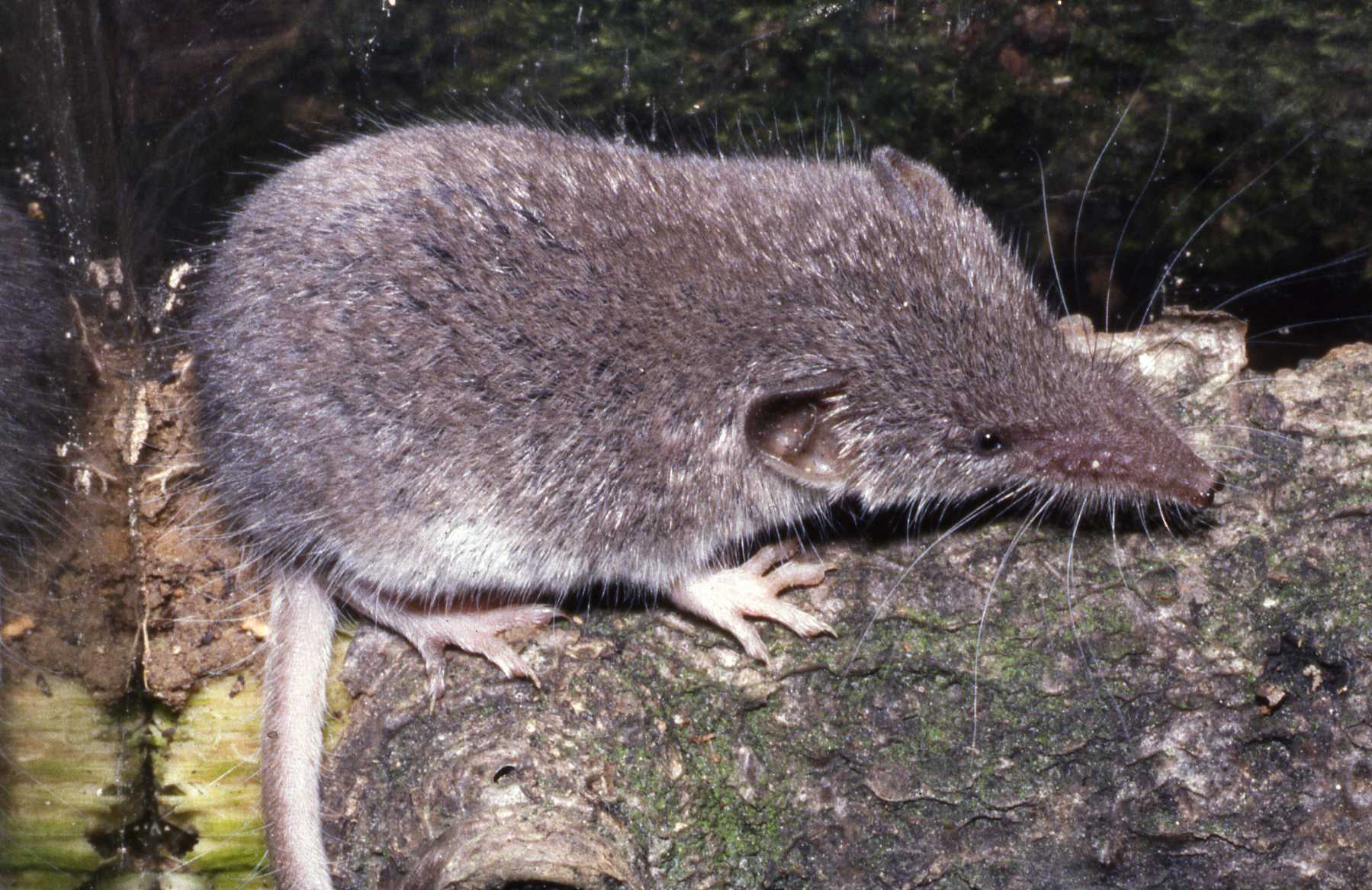
Chițcan de grădină (Crocidura suaveolens)
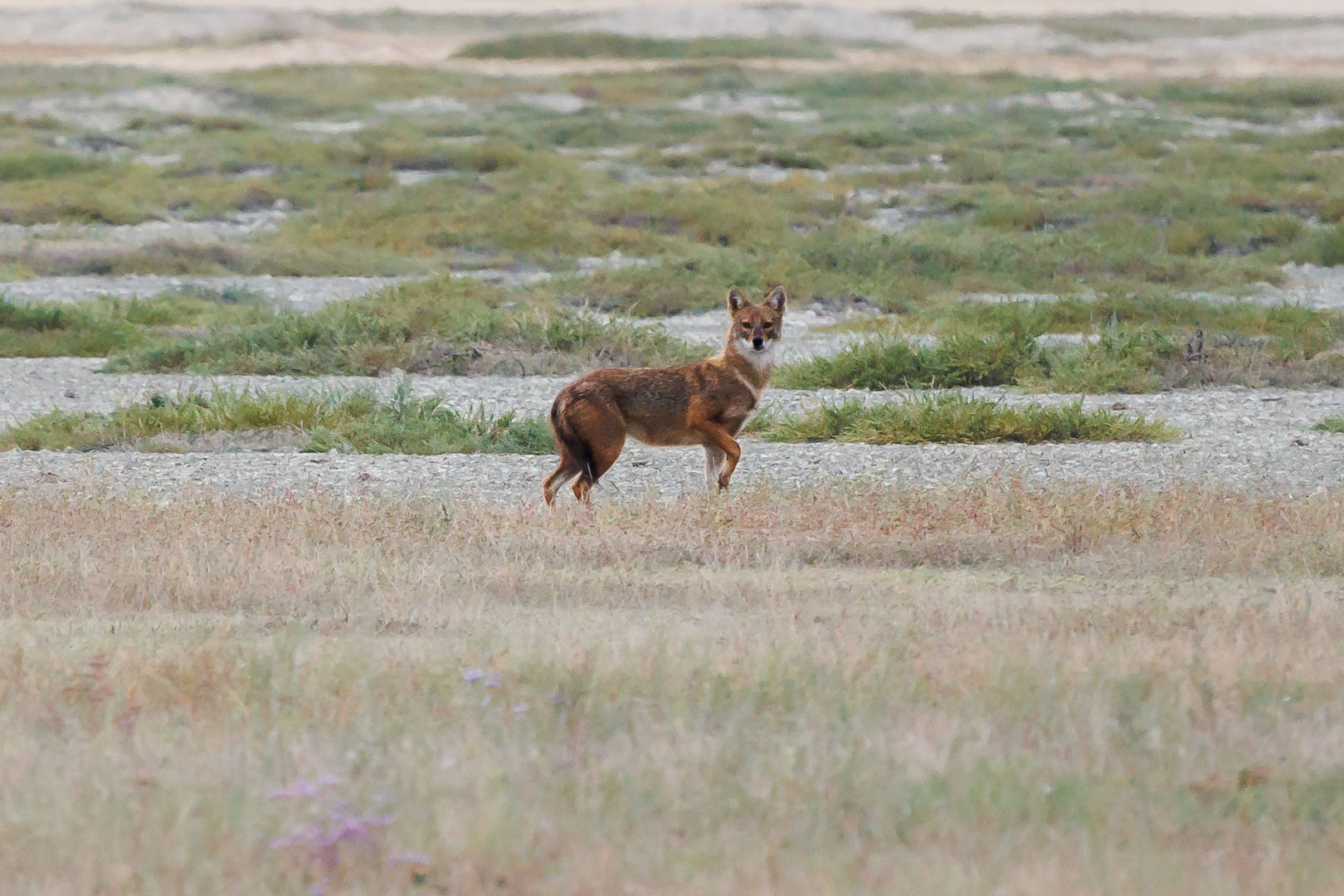
Șacal auriu (Canis aureus)
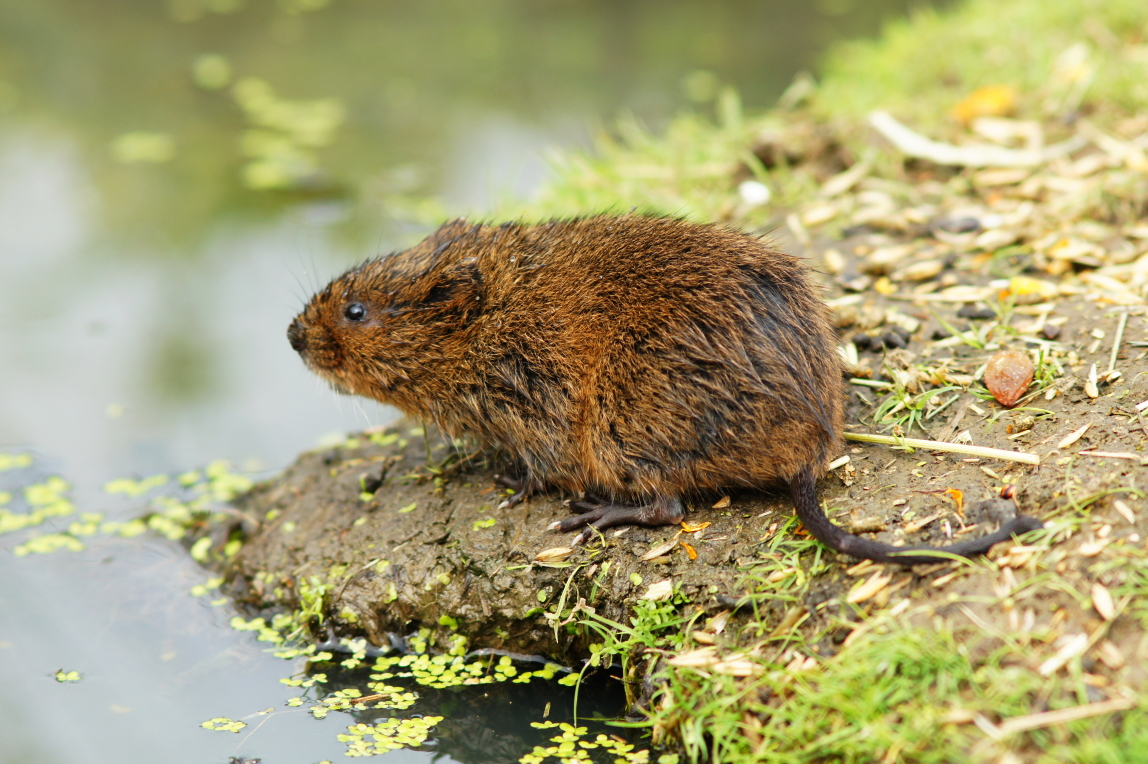
Șobolan de apă
(Arvicola amphibius)

## Parcul Național Shahdag
Parcul Național Shahdag (în azeră Şahdağ Milli Parkı) este un parc național din nordul Azerbaidjanului. A fost înființat la 8 decembrie 2006 pe o suprafață de 115.900 ha (1.159 km2) în raioanele Gabala, Guba, Gusar, Ismayilli, Oguz, Șamahi și a fost extins la 8 iulie 2010 până la o suprafață de 130.508,1 ha (1.305,081 km2).
Pentru crearea parcului național, Banca Mondială a alocat în anul 2007 un împrumut de 17 milioane de dolari și un grant de 8 milioane de dolari, în timp ce guvernul Japoniei a oferit un grant în valoare de 8 milioane de dolari pentru implementarea proiectului.
Înainte de sfârșitul secolului al X-lea, zona Parcului Național Shahdag reprezenta limita estică a arealului de răspândire a leului asiatic:39. În a doua jumătate a secolului XX s-a încercat repopularea cu zimbri a Caucazului de Sud, aceștia fiind extirpați în Azerbaidjan. Acțiunile desfășurate în anii 1960 și 1970 au fost inițial nereușite, deoarece până în 1977, toate animalele reintroduse au pierit, motivul fiind probabil consumul de lăstari și frunze otrăvitoare de tisa. Totuși, programul a continuat, înregistrându-se unele succese în anii următori.
Cel mai înalt vârf din Azerbaidjan, Bazardüzü, este situat în Parcul Național Shadag, cel mai mare parc național nu doar din Azerbaidjan, ci și din întreaga regiune Caucaz. În raionul Gabala, pe teritoriul căruia este situat vârful Bazardüzü, peisajul este format din păduri de foioase (comunități Querco-Carpinetum și Querco-Fagetum), pajiști alpine, zone montane stâncoase și ghețari.

### Floră
Principalele tipuri de arbori care se regăsesc în parcul național sunt stejarul caucazian (Quercus macranthera), frasinul caucazian (Fraxinus angustifolia subsp. oxycarpa), carpenul (Carpinus betulus), carpenul oriental (Carpinus orientalis), fagul oriental (Fagus orientalis), mesteacănul argintiu (Betula pendula), mesteacănul alb (Betula pubescens), tisa (Taxus baccata), salcia albă (Salix alba), nucul (Juglans regia), cireșul (Prunus avium), părul caucazian (Pyrus communis subsp. caucasica).
În zona vârfului Bazardüzü din raionul Gabala, genurile comune de arbori și arbuști sunt stejarul (Quercus), carpenul (Carpinus), alunul (Corylus), frasinul (Fraxinus), tisa (Taxus), arțarul (Acer), salcia (Salix), nucul (Juglans), cireșul (Prunus), mărul (Malus), părul (Pyrus), merișorul (Mespilus), păducelul (Crataegus), murul (Rubus), trandafirul (Rosa), drăcila (Berberis).

Floră din Parcul Național Shahdag
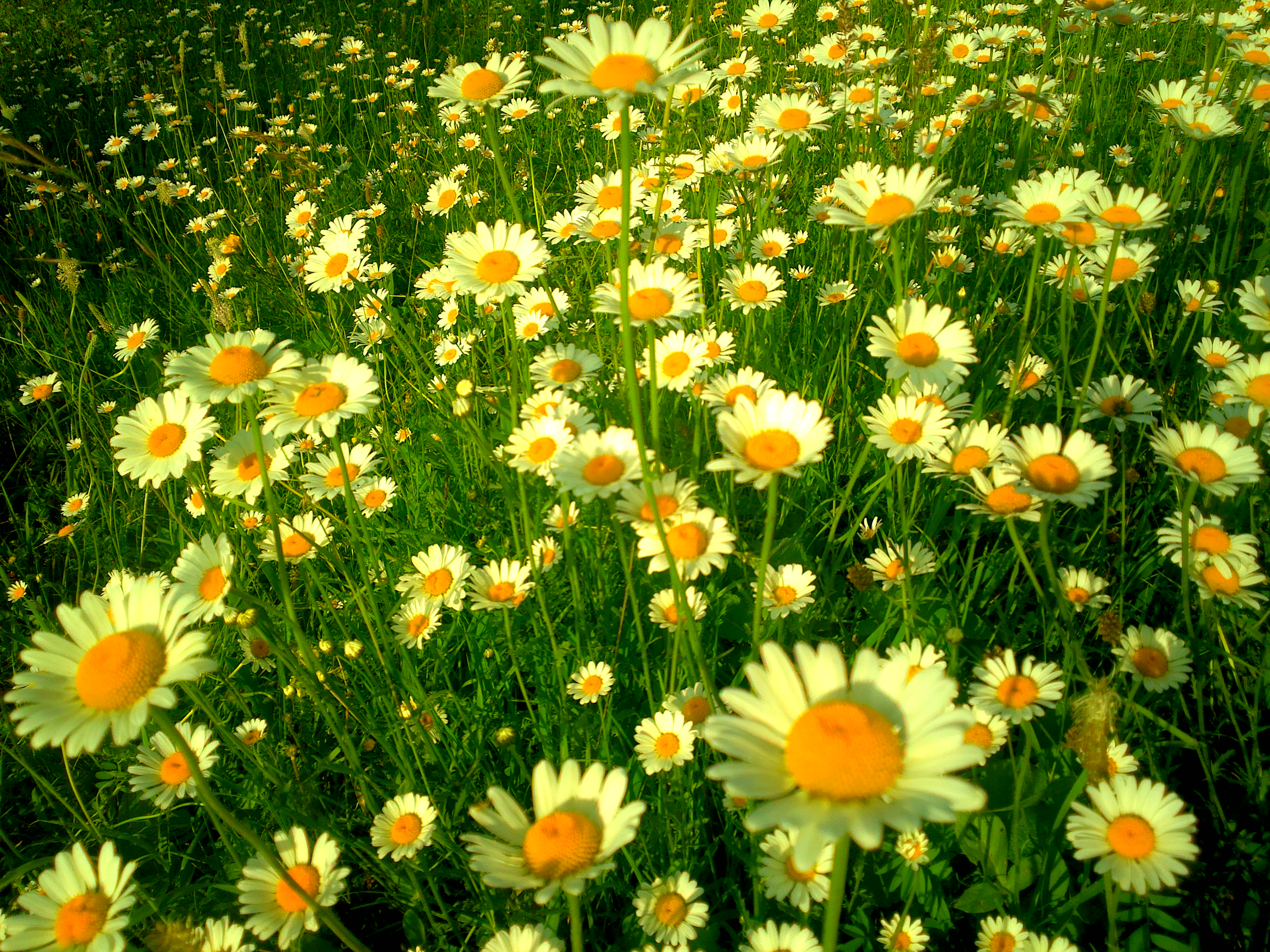
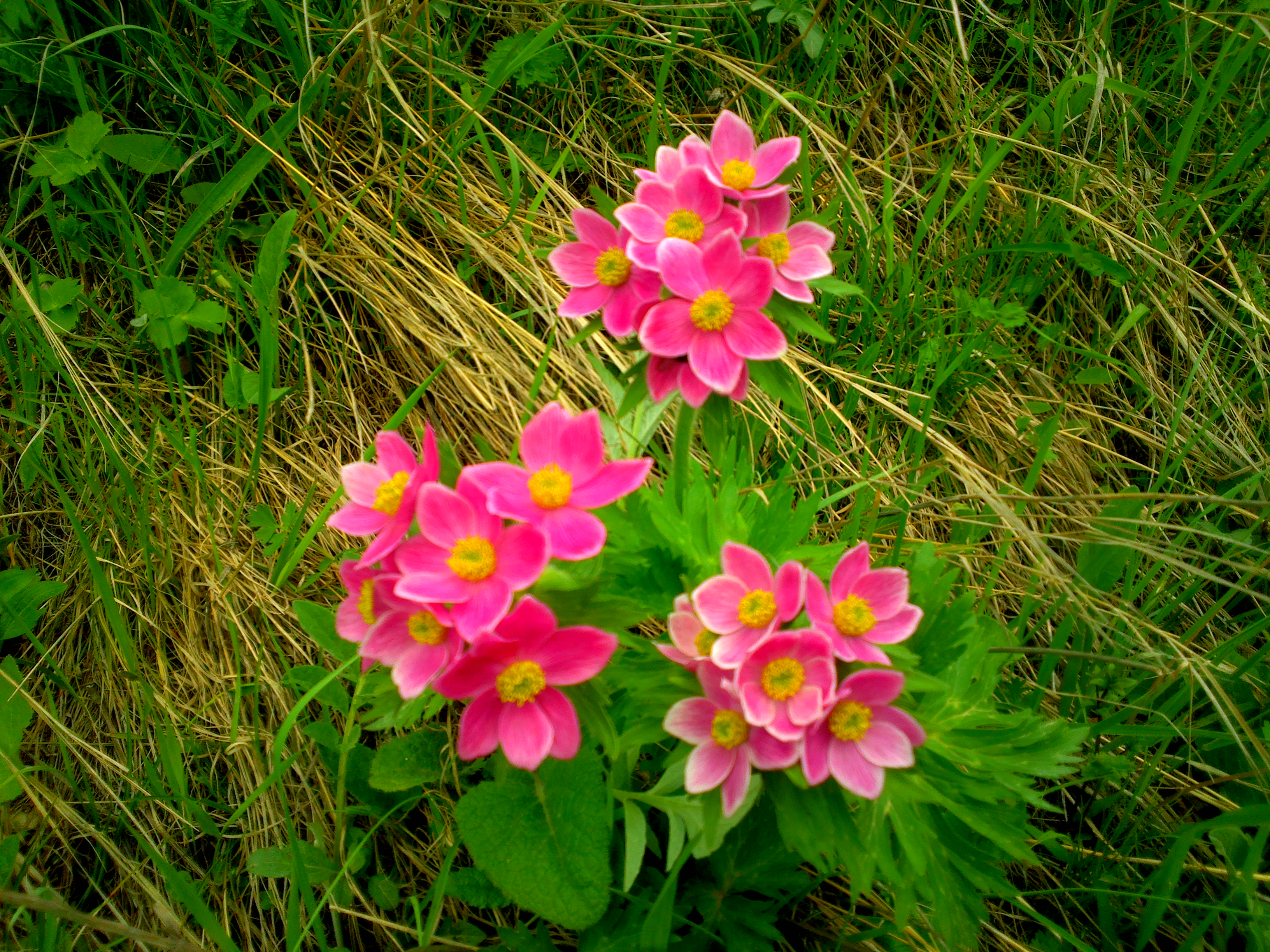
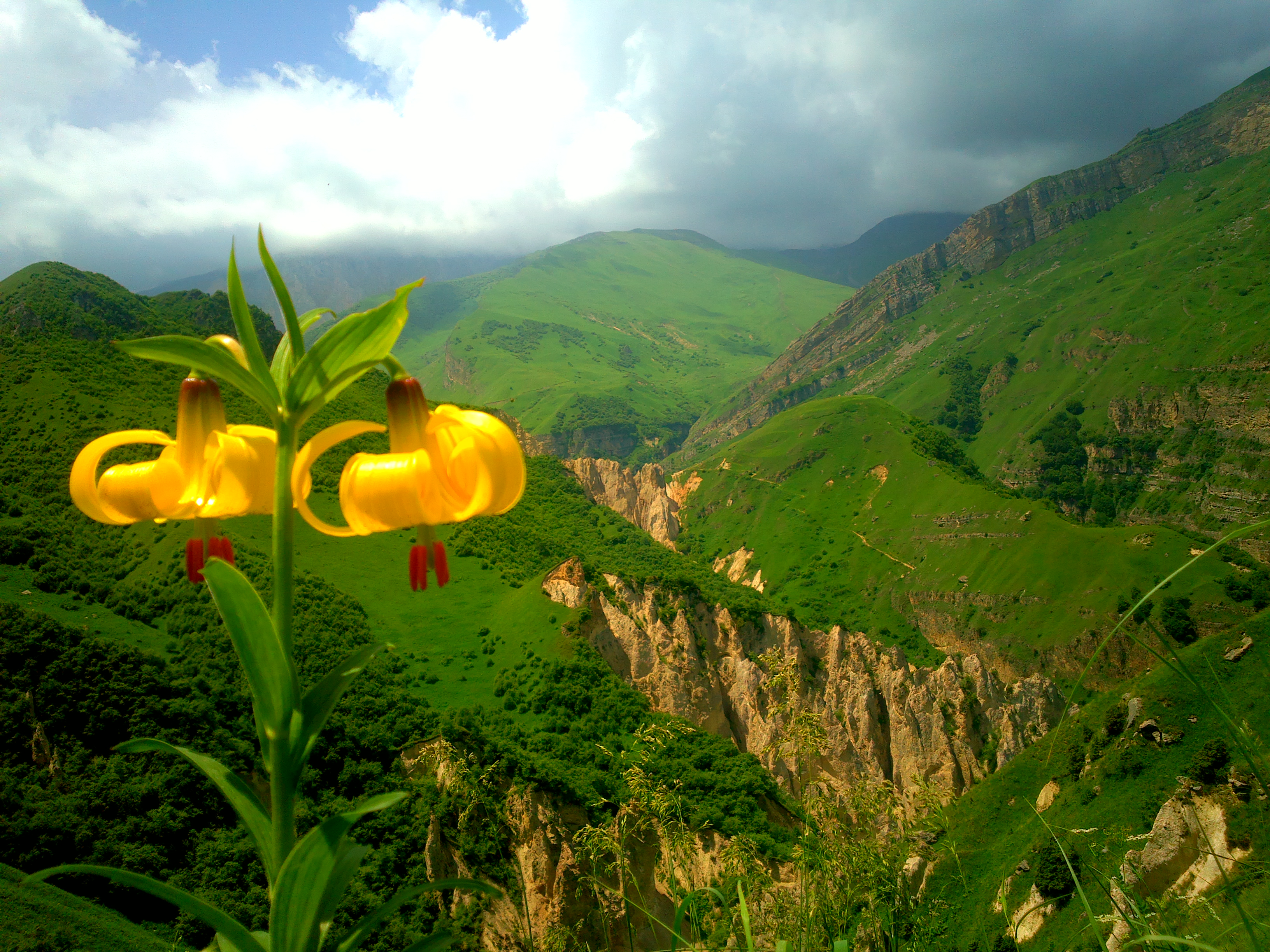
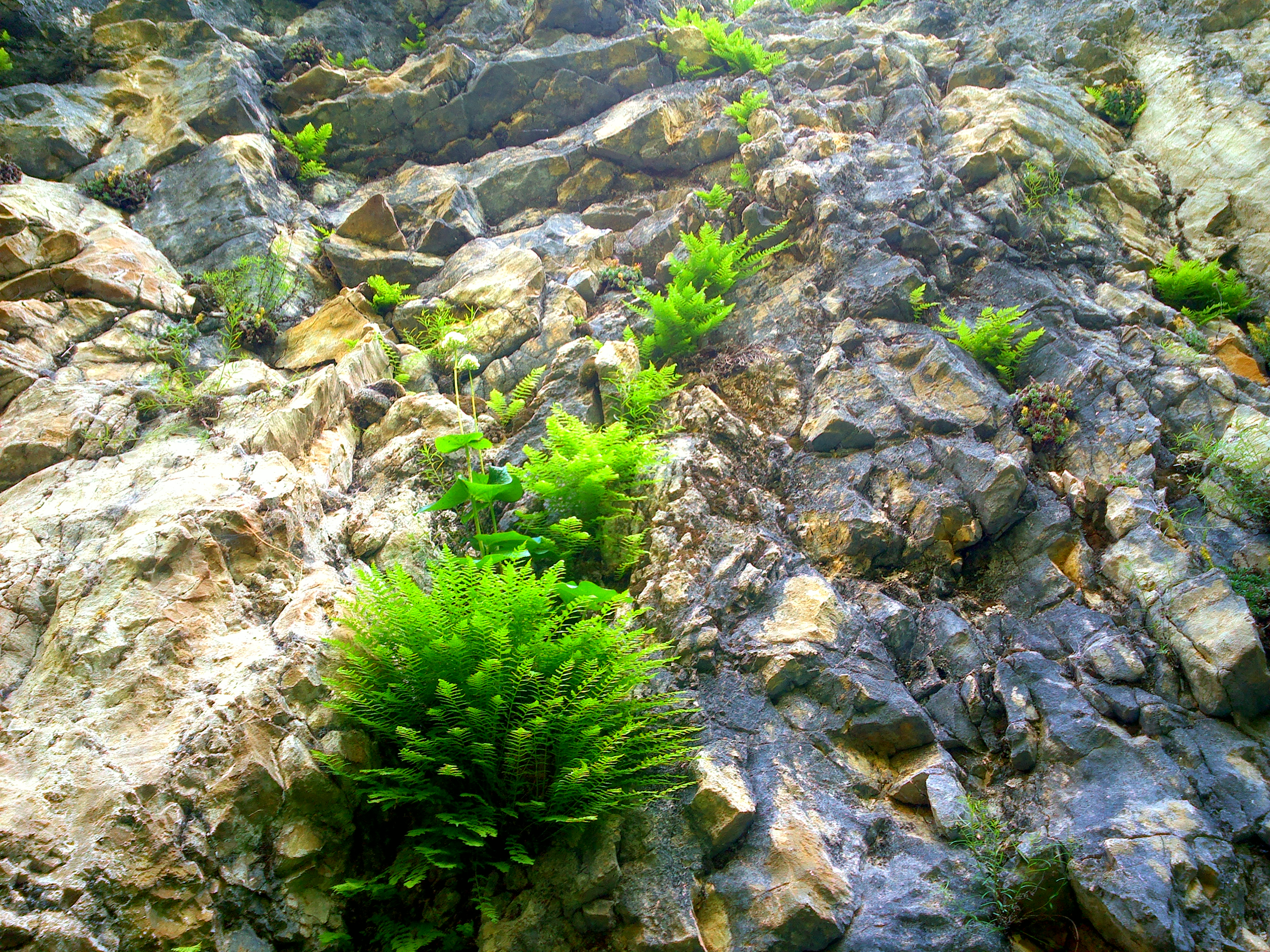
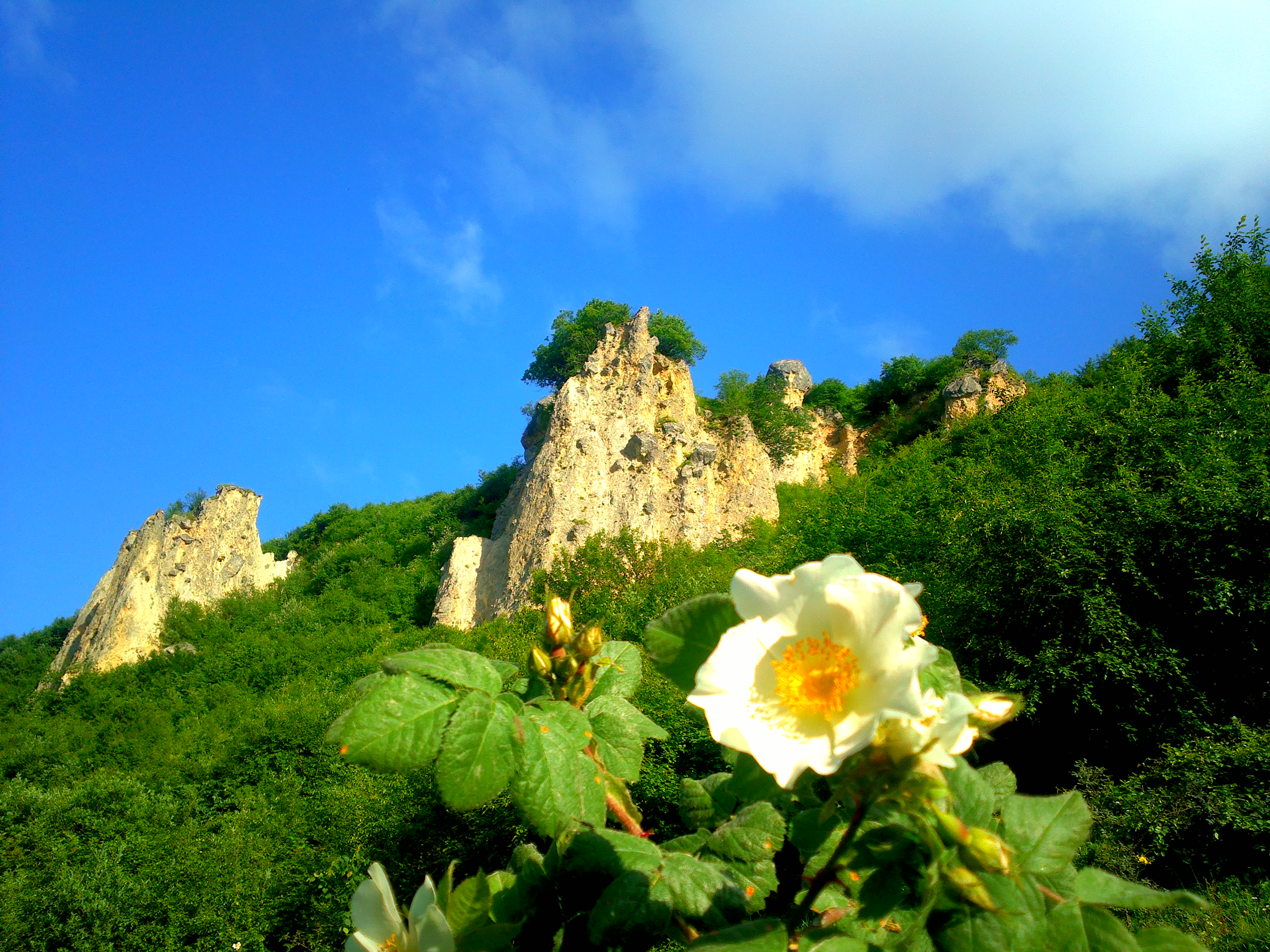

### Faună
Parcul Național Shahdag găzduiește un mamifer rar, capra est-caucaziană (Capra cylindricornis), o specie care se găsește doar în jumătatea de est a Munților Caucaz.
În zona Bazardüzü din raionul Gabala, printre speciile de animale mai răspândite se numără o capră de munte originară din Caucaz, capra neagră caucaziană (Rupicapra rupicapra subsp. caucasica), mistrețul (Sus scrofa), șacalul auriu persan (Canis aureus aureus), iepurele (Lepus euporaeus), jderul de copac (Martes martes), lupul (Canis lupus), vulpea roșcată (Vulpes vulpes), ratonul (Procyon lotor), nevăstuica (Mustela nivalis), viezurele (Meles meles). Printre speciile incluse în „Cartea roșie” se numără ursul brun (Ursus arctos), cerbul (Cervus elaphus), căpriorul (Capreolus capreolus) și râsul caucazian (Lynx lynx dinniki).
Dintre păsări, se regăsesc porumbelul gulerat (Columba palumbus) și prepelița (Coturnix coturnix), acvila de munte (Aquila chrysaetos), acvila de câmp (Aquila heliaca), cocoșul negru caucazian (Lyrurus mlokosiewiczi), cocoșul de zăpadă caucazian (Tetraogallus caucasicus).

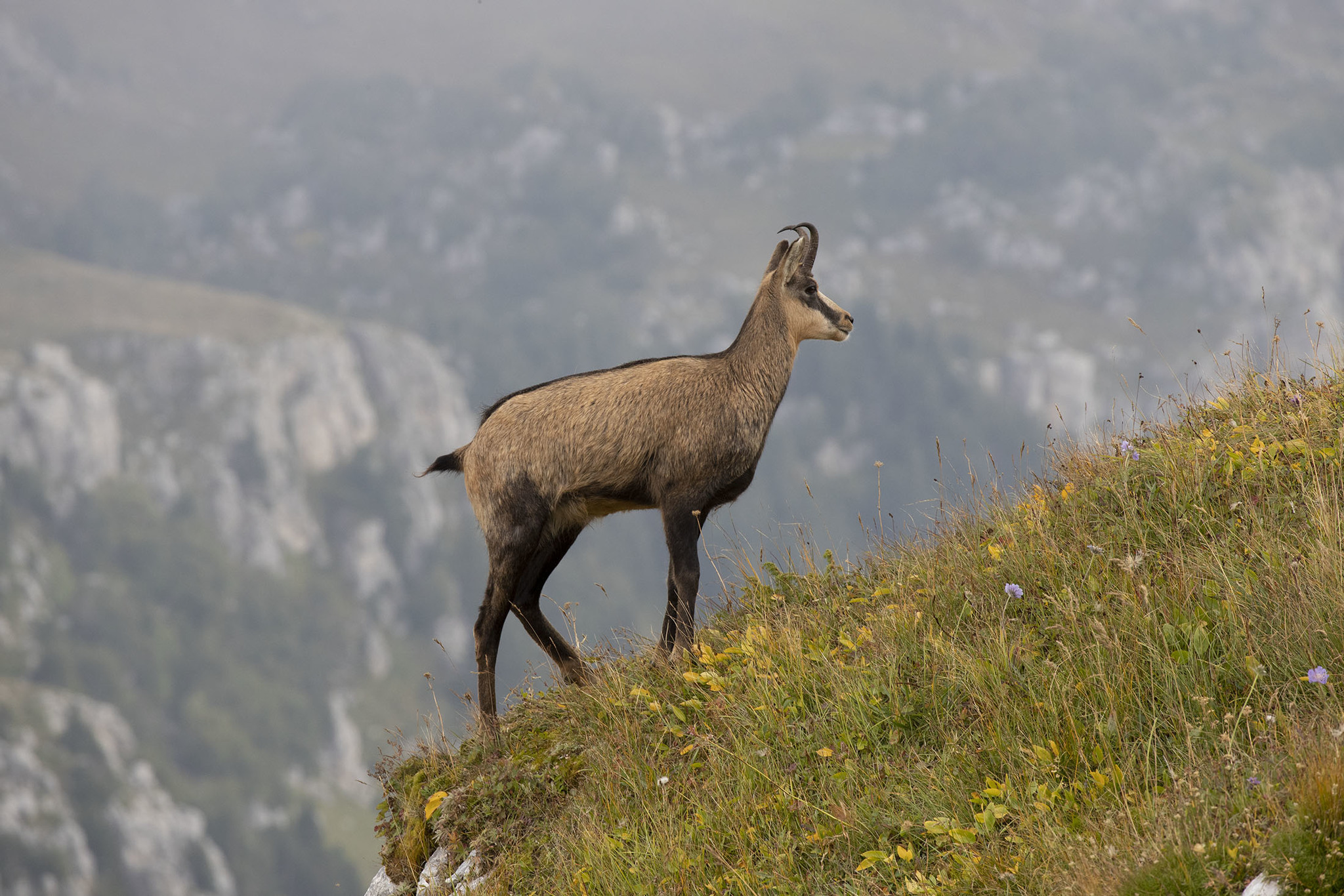
Capră neagră caucaziană (Rupicapra rupicapra subsp. caucasica)
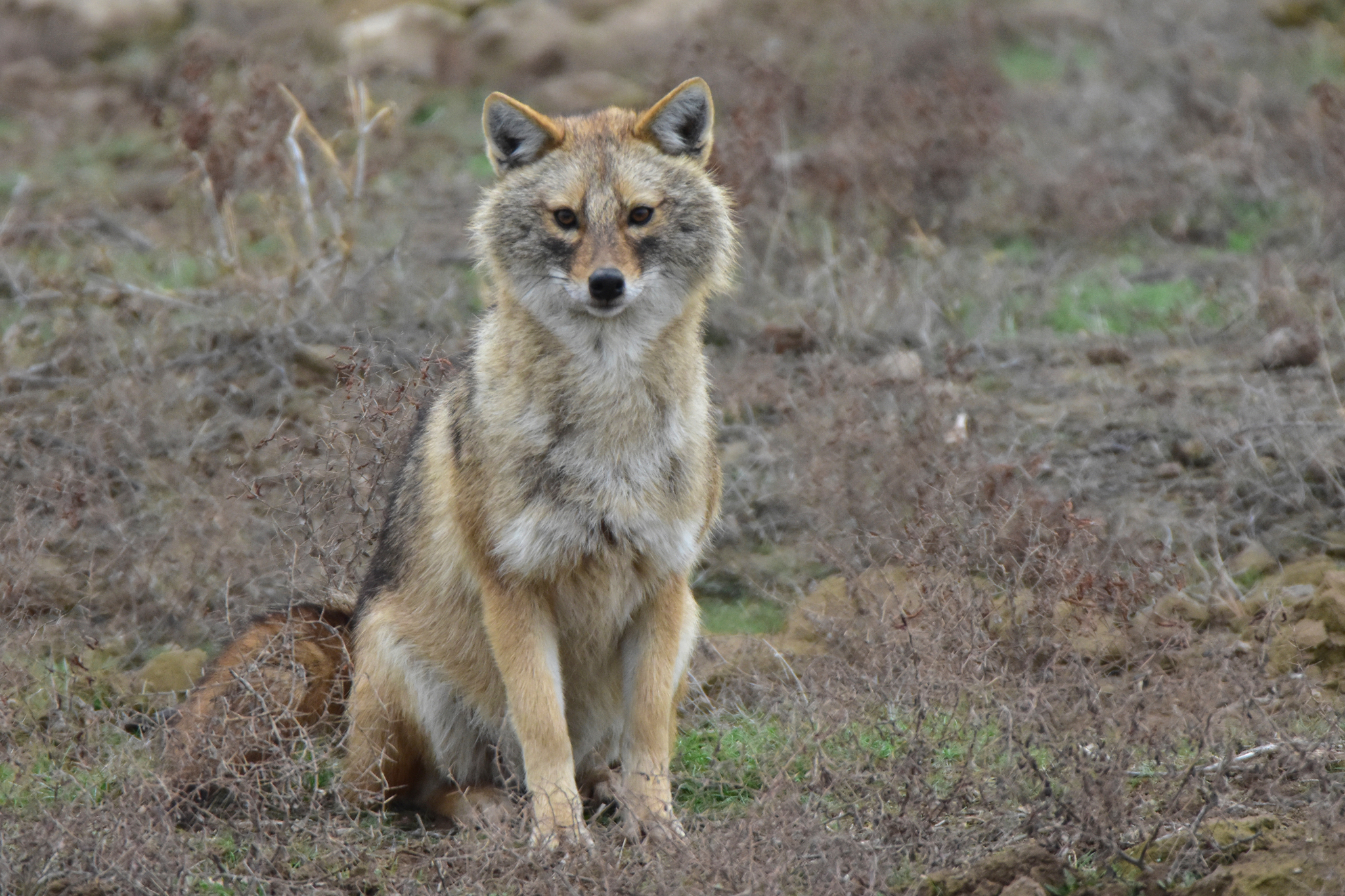
Șacal auriu (Canis aureus)
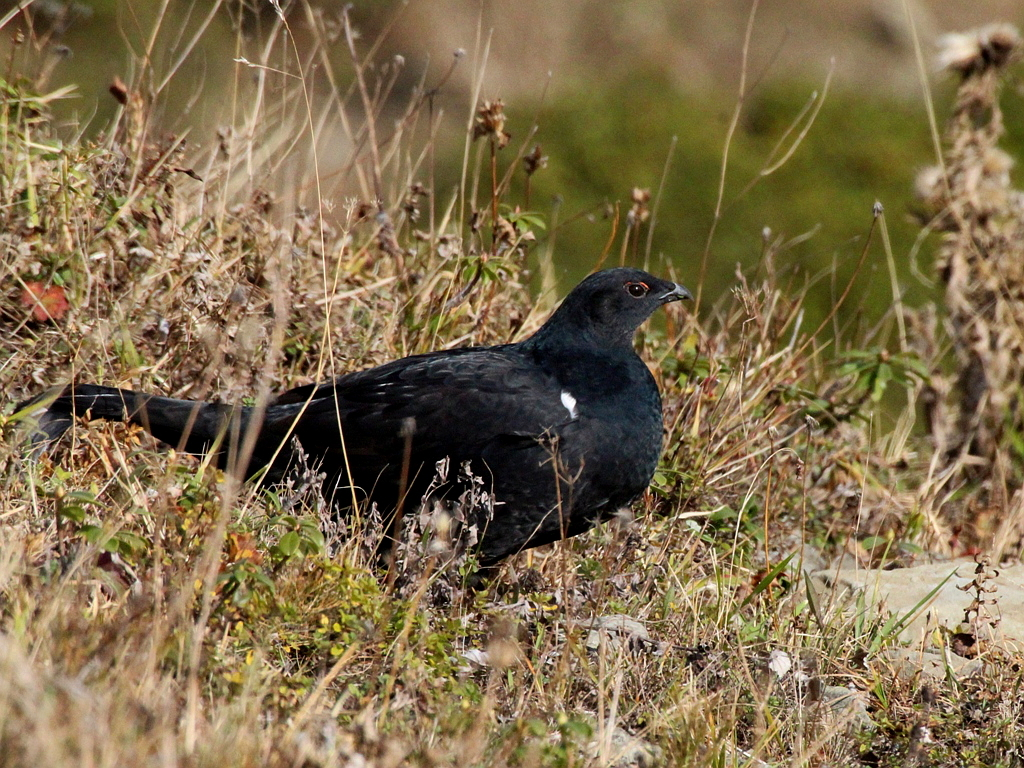
Cocoș negru caucazian (Lyrurus mlokosiewiczi)
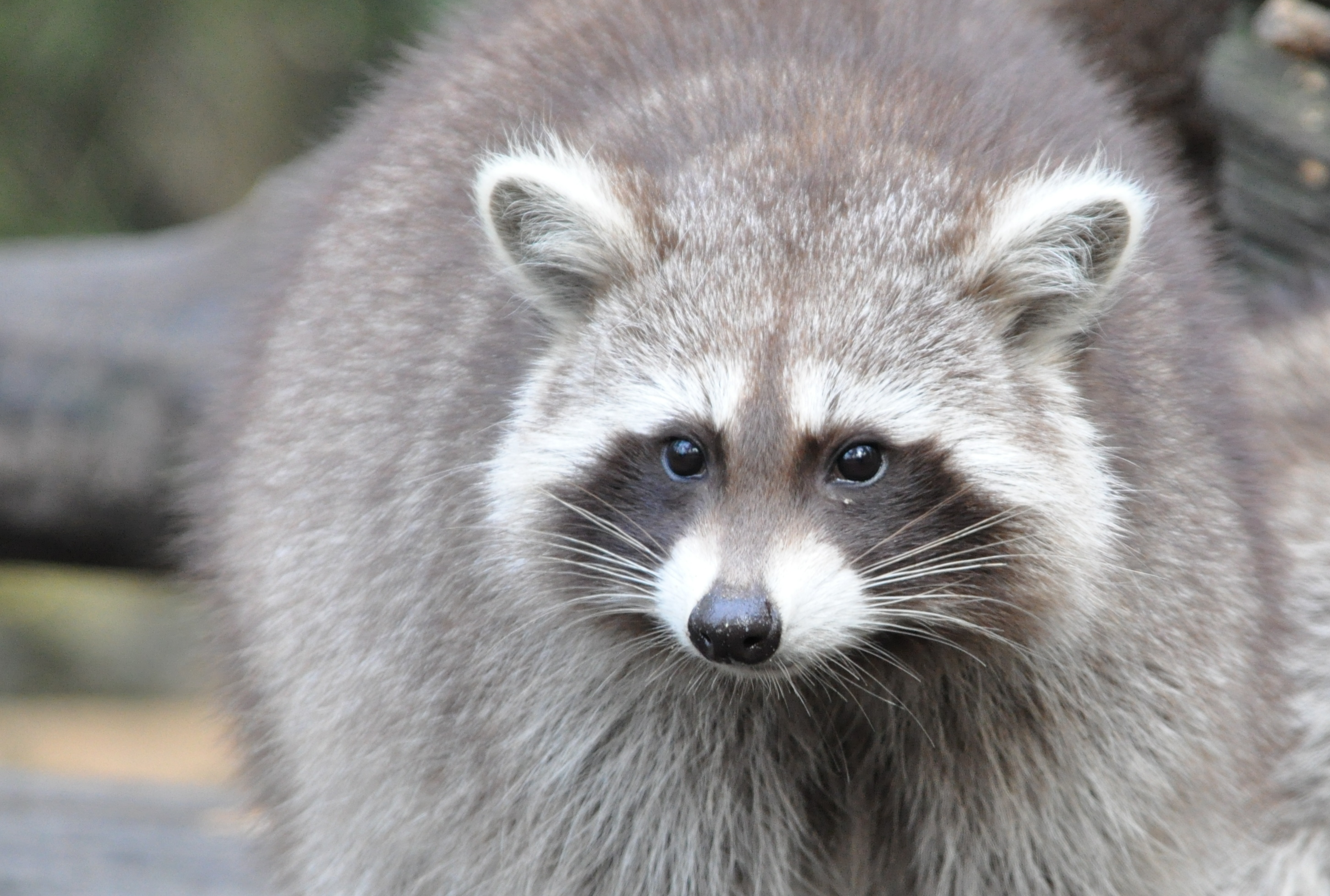
Raton (Procyon lotor)
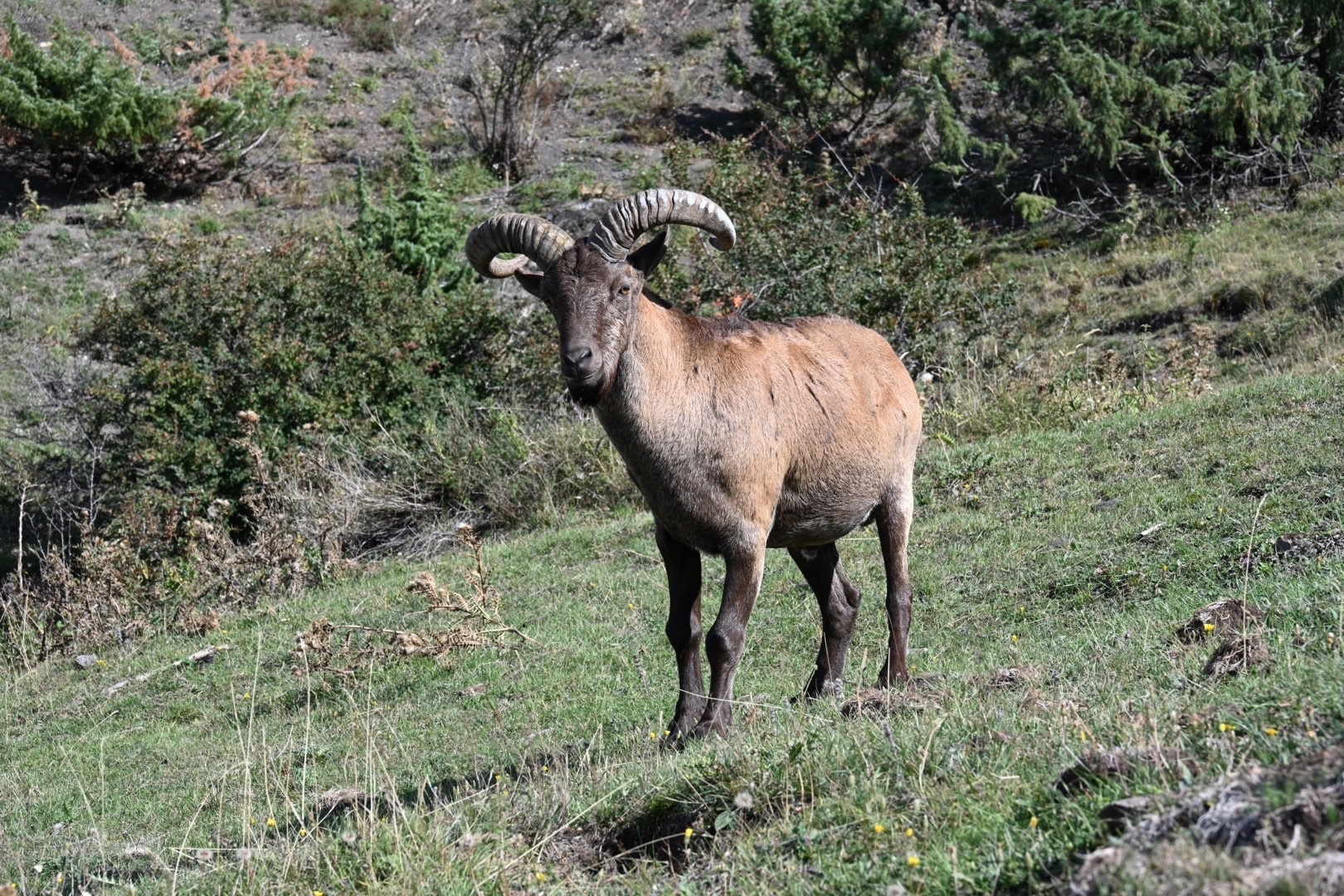
Capră est-caucaziană
(Capra cylindricornis)

## Prima ascensiune
Bazardüzü a fost escaladat pentru prima dată în 1847 de către rusul Aleksei Aleksandrov care a parcurs creasta de nord-est.
În august 1890, britanicii George Percival Baker și George Yeld, pornind din Daghestan, au escaladat vârful Bazardüzü în cadrul unei expediții de alpinism în zona estică a munților Caucaz:391.

## Turism

### Trasee montane

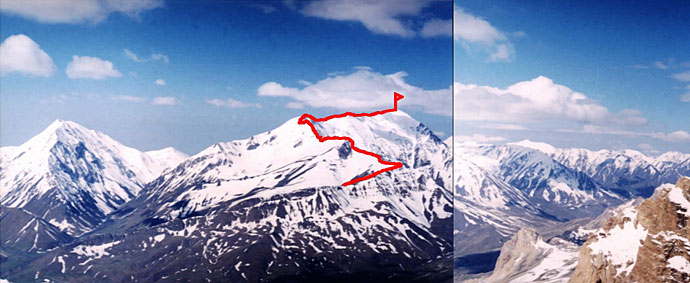
Traseul de-a lungul crestei nord-vestice

- Traseul de-a lungul crestei nord-vestice Traseu de-a lungul crestei nord-vestice (durată: 11-15 ore, grad de dificultate: 1B, traseu cu gheață și zăpadă). Traseul a fost inaugurat în 1847 de Aleksei Aleksandrov. Ruta pornește din satul azer Kuzun, de-a lungul unui drum de pământ, până la satul Laza, pe partea stângă a râului Kusarceai (în azeră Qusarçay) și de-a lungul râului Șahnabad până la tractul Șahailag, apoi în amonte pe malul drept al râului Șahnabad. După aproximativ 2 ore se ajunge la podul de la confluența a două râuri într-o poiană largă înierbată (Iatuhdere) și se continuă pe malul drept al râului care curge dinspre pasul Kuruș. Se ajunge la valea dintre vârfurile Bazardüzü și Yarudagi (în azeră Yarudağ, 3.584 m), un punct de reper suplimentar fiind rocile de ardezie neagră. De la confluența râurilor până la pasul Kuruș (Karanlîg), durata este de 30-40 de minute. De la pasul Kuruș se parcurge creasta nord-estică până la vârful Bazardüzü, timpul necesar fiind de aproximativ 2 ore. Coborârea durează 4-6 ore[28].

- Traseul combinat de-a lungul crestei sudice

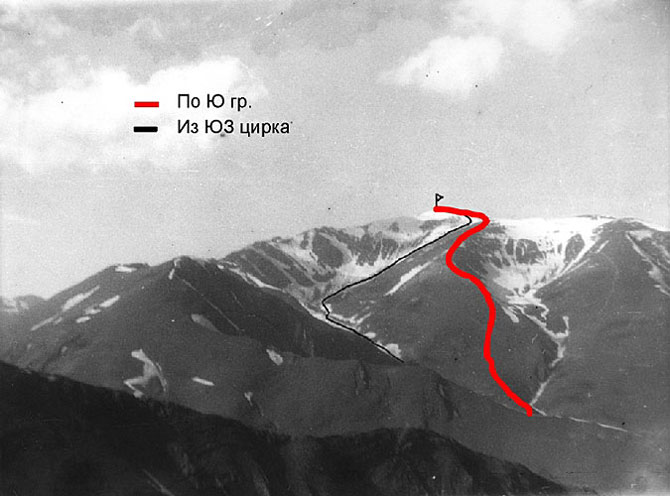
Traseul combinat de-a lungul crestei sudice Traseul prin circul sud-vestic

 Traseul prin circul sud-vestic Traseu combinat de-a lungul crestei sudice (durată: 15-20 ore, grad de dificultate: 1B. Secțiunea de cățărare: diferență de nivel: 1.160 m, lungime: 2.850 m, pantă medie: 25°, durată: 5 ore). Traseul a fost inaugurat la 29 august 1993 de Elman Mübariz Rahimov. Prima parte a traseului, până în pasul Kuruș, coincide cu traseul de-a lungul crestei nord-vestice. Din pasul Kuruș se continuă în amonte pe partea dreaptă a râului Iatahdere (în rusă реки Ятахдере). La 200-300 de metri se găsește la pasul Iatah într-o poiană ierboasă, la poalele unui deal stâncos, un loc propice pentru înnoptat. De la podul din satul Kuzun până la locul de înnoptat, durata este de 6-8 ore. Pe cursul superior al râului Iatahdere, este posibilă traversarea pe malul stâng al acestuia, pe ruta până la pasul Iatah (în rusă перевала Ятах). De la locul de înnoptat se continuă pe malul drept al râului până la couloir-ul[b] spre circul sudic (în rusă Южный цирк) și se traversează râul înghețat. Timpul necesar este de 30-40 de minute. Se traversează apoi până la creasta sudică și se continuă pe partea stângă a crestei (panta este de aproximativ 15°, distanța este de aproximativ 400 m). Ruta continuă de-a lungul stâncilor puternic fragmentate (pantă 30-35°, circa 150 m). Mai departe, se continuă de-a lungul crestei sudice, de la o insulă stâncoasă la alta, pe o lungime de aproximativ 2.000 de metri (pantă de aproximativ 25°). De la stâncile din partea superioară a crestei se ajunge la circul sud-vestic (în rusă Юго-Западного цирка) și se străbate cupola vârfului vestic Bazardüzü (lungime: 300 m, pantă: 25°) până la vârf. Coborârea are loc pe același traseu[28].

- Traseu prin circul sud-vestic (durată: 21-25 ore, grad de dificultate: 2A. Secțiunea de cățărare: diferență de nivel: 880 m, lungime: 2.260 m pantă medie: 26°, durată: 5 ore). Traseul a fost inaugurat la 27 august 1993 de Y.A. Asadov. Prima parte a traseului, până în pasul Iatah, coincide cu traseul combinat de-a lungul crestei sudice. De la locul de înnoptat, se ocolește pintenul stâncos prin dreapta, apoi se traversează râul și se continuă pe malul drept al râului, în direcția circului Bazardüzü. De la locul de înnoptat până la limba ghețarului timpul necesar este de 60-80 de minute. Traseul continuă de-a lungul limbii ghețarului, până la circul sud-vestic (lungime: 150 m, pantă: 5°), apoi de-a lungul circului, în direcția pintenului negru bine vizibil al crestei din dreapta, în sensul de mers (lungime: 500 m, pantă: 15°). Se ocolește prin stânga pintenul crestei (lungime: 1.200 m, pantă: 25°), spre vârful Bazardüzü (lungime: 300 m, pantă: 25°)[28].

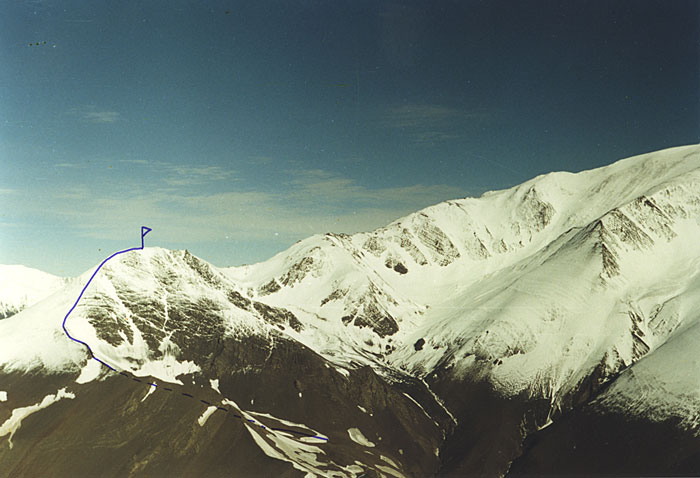
Traseul prin circul nord-estic și de-a lungul crestei estice

- Traseul prin circul nord-estic și de-a lungul crestei estice Traseu prin circul nord-estic și de-a lungul crestei estice (durată: 13-20 ore, grad de dificultate: 1B. Secțiunea de cățărare: diferență de nivel: 560 m, durată: 3-4 ore). Traseul a fost inaugurat la 12 iulie 1996 de E.R. Mamedov. Din satul Hinalig (în azeră Xınalıq), pe un drum de pământ, se urcă până la pasul Hinalig (durată: 2-4 ore), apoi se coboară în valea Șahnabad. Mai departe pe partea stângă, de-a lungul cursului râului Șahnabad (în rusă pеки Шахнабад) până la râul Iatahdere (în rusă pеки Ятахдеpе), se traversează pe malul drept și se continuă de-a lungul acestuia. La partea superioară a râului Iatahdere, se traversează râul înghețat și se continuă pe malul stâng, către locul de înnoptat din pasul Iatah (în rusă пеpевала Ятах) la poalele crestei nord-vestice. Timpul necesar până la pasul Iatah este de 8-12 ore. Ruta continuă ocolind pintenul stâncos din dreapta, către circul nord-estic (în rusă Севеpо-Восточного циpка), apoi se coboară pe creasta estică (lungime: 300 m, pantă: 25-35°). Se continuă de-a lungul crestei (lungime: 500-600 m, pantă: 10-30°), până la vârf. Coborârea are loc pe același traseu[28].

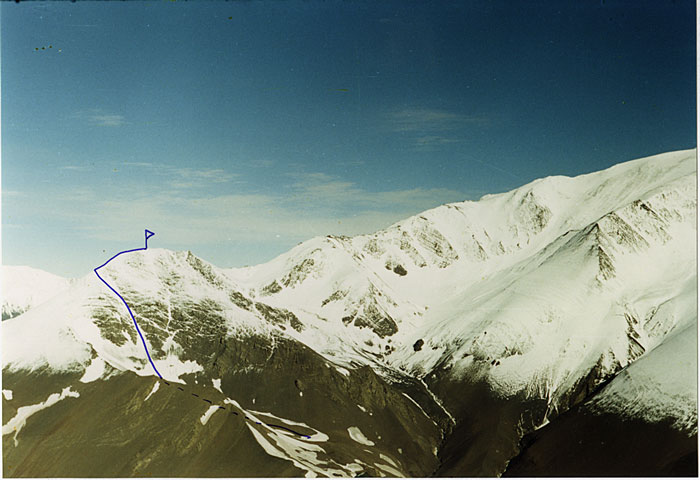
Traseul combinat prin couloir-ul circului nord-estic

- Traseul combinat prin couloir-ul[b] circului nord-estic Traseu combinat prin couloir-ul[b] circului nord-estic (durată: 13-20 ore, grad de dificultate: 1B. Secțiunea de cățărare: diferență de nivel: 560 m, durată: 3-4 ore). Traseul a fost inaugurat la 10 iulie 1996 de V.M. Orudjaliev. Prima parte a traseului, până în pasul Iatah, coincide cu traseul prin circul nord-estic și de-a lungul crestei estice. De la locul de înnoptat, se ocolește pintenul stâncos prin dreapta, către circul nord-estic (în rusă Севеpо-Восточного циpка, lungime: 100 m, pantă: 35°), către couloir-ul[b] bine vizibil (lungime: 160 m, pantă: 35-40°) care duce până la vârf (lungime: 100 m, pantă: 10-20°). Timpul necesar de la locul de înnoptat este de 3-4 ore[28].

### Permise de călătorie

#### Rusia
Pentru ascensiunea de pe partea rusă a vârfului Bazardüzü, este necesară obținerea prealabilă a unui permis special, deoarece vârful se află într-o regiune de graniță. Permisul de acces în zona de frontieră este eliberat de biroul FSB din Mahacikala (în rusă Махачкала), accesul turiștilor fiind strict controlat. Cererea de eliberare a permisului de acces trebuie să fie depusă cu cel puțin trei luni înainte de călătorie.

#### Azerbaidjan
Pentru accesul în zona vârfului Bazardüzü, este necesară obținerea unui permis eliberat de trupele militare de frontieră. Cererea de eliberare a permisului se adresează Ministerului Mediului din Azerbaidjan. De asemenea, este necesară și obținerea unui permis de intrare într-un parc național din Azerbaidjan. Pentru Bazardüzü, permisul este eliberat de Parcul Național Șahdag (Șahdağ Milli Parkı). În plus, pentru a intra pe teritoriul parcului național, este obligatorie închirierea unui ghid.

### Siguranța călătoriei
După destrămarea URSS și până la începutul anilor 2010, călătoria în regiunea Caucaz a devenit din ce în ce mai periculoasă, din cauza problemelor economice, a conflictelor armate din diferite state din Caucaz și, mai târziu, din cauza insurgenței din Caucazul de Nord, parte a războiului ruso-cecen.
În anul 2019, Departamentul de Stat al Statelor Unite a emis un avertisment de călătorie referitor la călătoriile în Districtul Federal Nord-Caucazian în general, din cauza riscului de acțiuni teroriste și instabilității politice. Trei ani mai târziu, în iunie 2022, Departamentul de Stat al Statelor Unite a emis un nou avertisment de călătorie referitor la călătoriile în Caucaz, din cauza riscurilor de terorism, răpiri de persoane și tulburări civile. Avertismentul a fost actualizat de mai multe ori, ca urmare a declanșării invaziei Rusiei în Ucraina și ridicat la nivelul de risc maxim (Level 4: Do Not Travel), recomandând evitarea călătoriilor în Rusia.
Ministerul Afacerilor Externe din Marea Britanie (Foreign, Commonwealth and Development Office) a publicat o recomandare privind evitarea călătoriilor în Rusia (FCDO advises against all travel to Russia), din cauza „riscurilor și amenințărilor rezultate din invadarea Ucrainei”, situația din Rusia fiind considerată „imprevizibilă”. În Uniunea Europeană, fiecare stat membru poartă responsabilitatea gestionării deciziilor privind călătoriile externe.

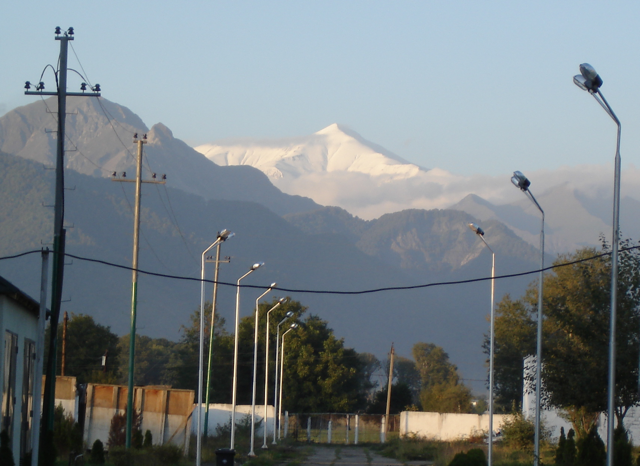
Vârful Bazardüzü
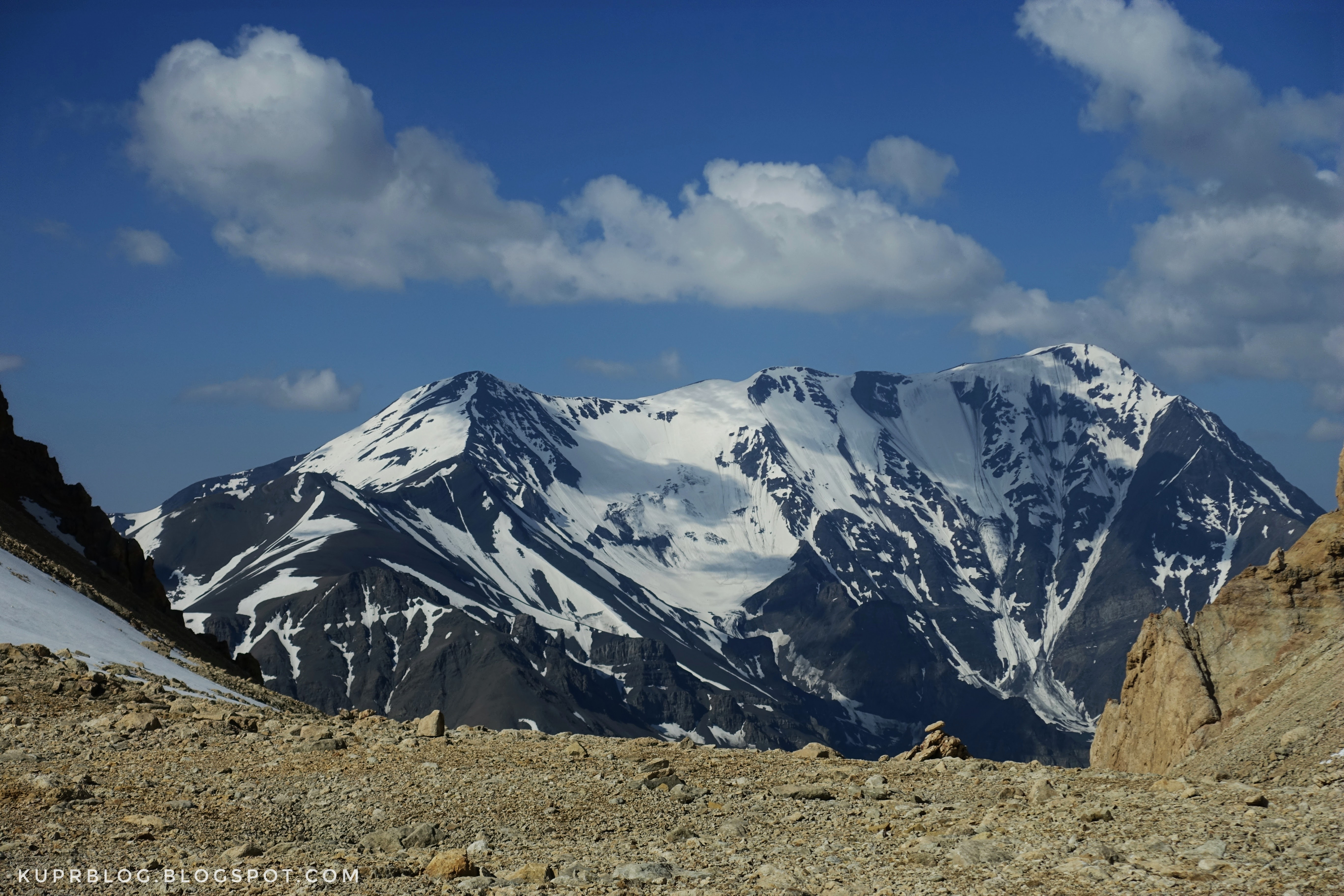
Vârful Bazardüzü dinspre pasul Yarudag
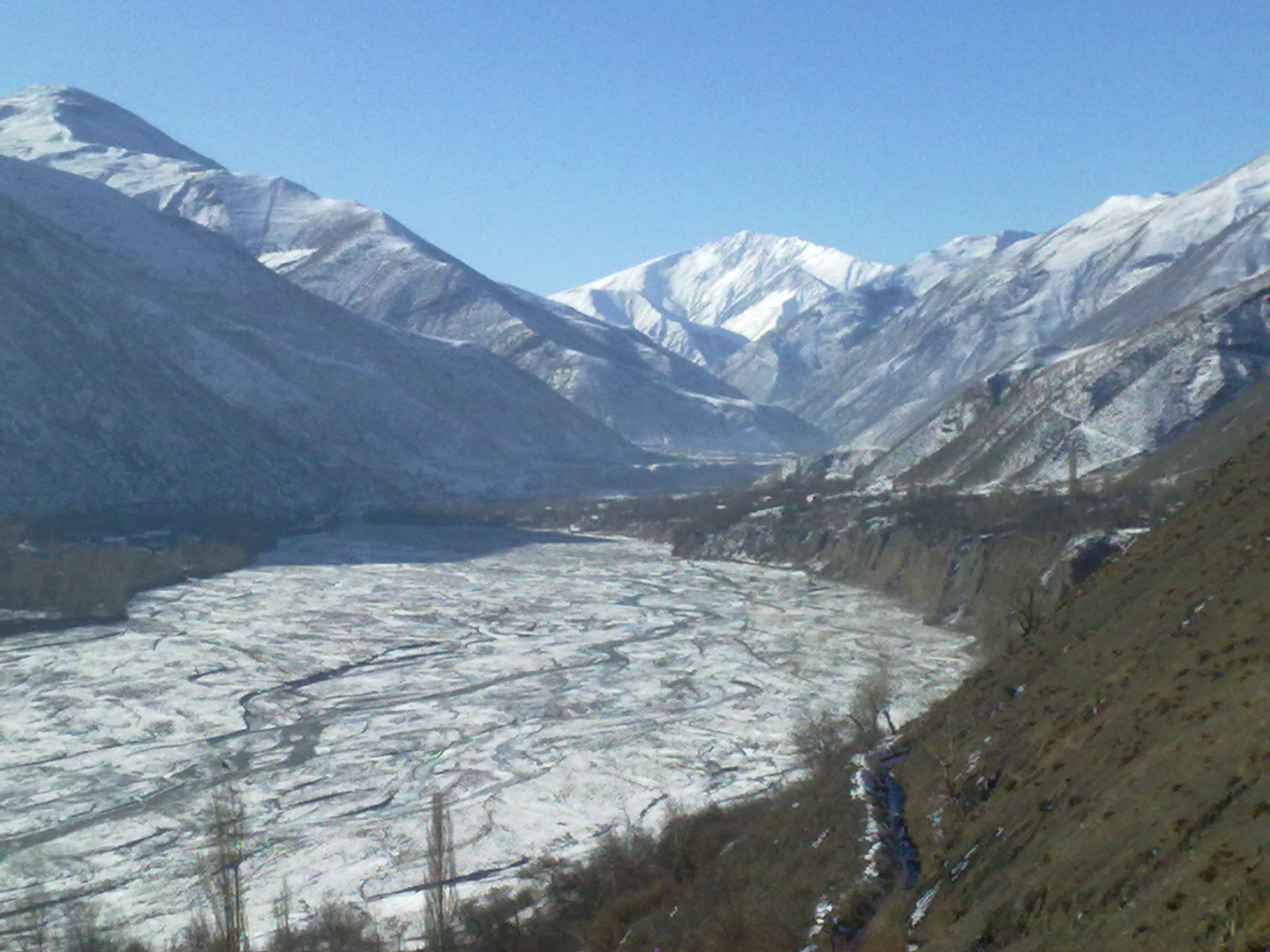
Vârful Yarudagi
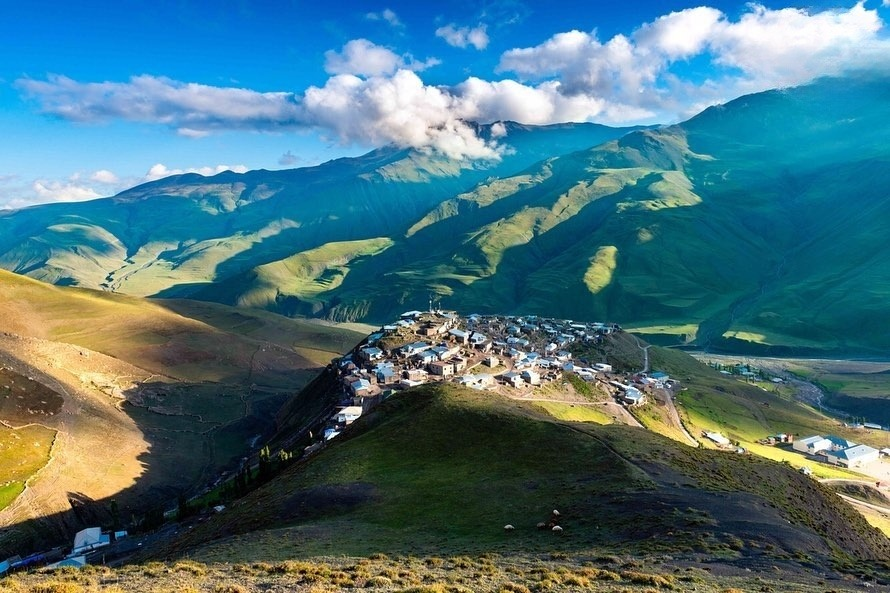
Satul Hinalig
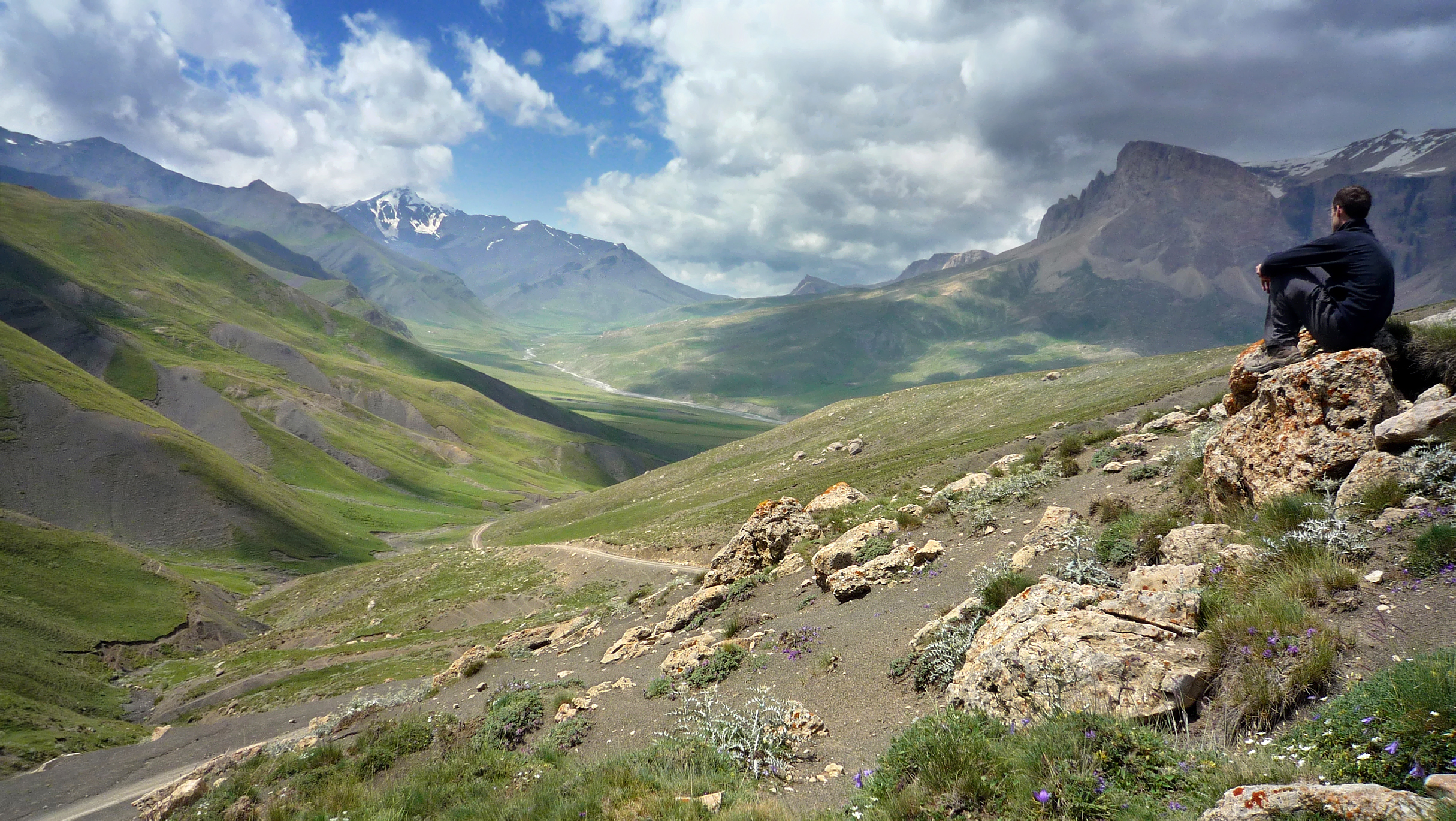
Valea Hinalug din Azerbaidjan, între vârfurile Bazardüzü și Șahdag